# Seznam dílů seriálu Zákon a pořádek: Útvar pro zvláštní oběti
Toto je seznam dílů seriálu Zákon a pořádek: Útvar pro zvláštní oběti.

## Přehled řad
| Řada | Díly | Premiéra v USA     | Premiéra v USA  | Premiéra v ČR      | Premiéra v ČR    |
| Řada | Díly | První díl          | Poslední díl    | První díl          | Poslední díl     |
| ---- | ---- | ------------------ | --------------- | ------------------ | ---------------- |
| 1    | 22   | 20. září 1999      | 19. května 2000 | vysíláno           | vysíláno         |
| 2    | 21   | 20. října 2000     | 11. května 2001 | vysíláno           | vysíláno         |
| 3    | 23   | 28. září 2001      | 17. května 2002 | vysíláno           | vysíláno         |
| 4    | 25   | 27. září 2002      | 16. května 2003 | vysíláno           | vysíláno         |
| 5    | 25   | 23. září 2003      | 18. května 2004 | vysíláno           | vysíláno         |
| 6    | 23   | 21. září 2004      | 24. května 2005 | 11. října 2007     | 19. března 2008  |
| 7    | 22   | 20. září 2005      | 16. května 2006 | 8. ledna 2009      | 11. června 2009  |
| 8    | 22   | 19. září 2006      | 22. května 2007 | 11. listopadu 2009 | 8. června 2010   |
| 9    | 19   | 25. září 2007      | 13. května 2008 | 15. června 2010    | 19. října 2010   |
| 10   | 22   | 23. září 2008      | 2. června 2009  | 26. října 2010     | 15. srpna 2011   |
| 11   | 24   | 23. září 2009      | 19. května 2010 | 3. ledna 2012      | 12. června 2012  |
| 12   | 24   | 22. září 2010      | 18. května 2011 | 20. listopadu 2012 | 28. května 2013  |
| 13   | 23   | 21. září 2011      | 23. května 2012 | 7. července 2014   | 22. září 2014    |
| 14   | 24   | 26. září 2012      | 22. května 2013 | 16. června 2015    | 13. října 2015   |
| 15   | 24   | 25. září 2013      | 21. května 2014 | 19. října 2015     | 2. února 2016    |
| 16   | 23   | 24. září 2014      | 20. května 2015 | 19. prosince 2016  | 22. února 2017   |
| 17   | 23   | 23. září 2015      | 25. května 2016 | 29. srpna 2018     | 21. září 2018    |
| 18   | 21   | 21. září 2016      | 24. května 2017 | 22. září 2018      | 12. října 2018   |
| 19   | 24   | 27. září 2017      | 23. května 2018 | 21. června 2019    | 2. července 2019 |
| 20   | 24   | 27. září 2018      | 16. května 2019 | 14. června 2020    | 26. června 2020  |
| 21   | 20   | 26. září 2019      | 23. dubna 2020  | 17. února 2021     | 27. února 2021   |
| 22   | 16   | 12. listopadu 2020 | 3. června 2021  | 6. září 2021       | 14. září 2021    |
| 23   | 22   | 23. září 2021      | 19. května 2022 | bude oznámeno      | bude oznámeno    |
| 24   | 22   | 22. září 2022      | 18. května 2023 | bude oznámeno      | bude oznámeno    |
| 25   | 13   | 18. ledna 2024     | 16. května 2024 | bude oznámeno      | bude oznámeno    |

## Seznam dílů

### První řada (1999–2000)
| Č. v seriálu | Č. v řadě | Původní název            | Český název               | Režie               | Scénář                                                                       | Premiéra v USA     | Premiéra v ČR |
| ------------ | --------- | ------------------------ | ------------------------- | ------------------- | ---------------------------------------------------------------------------- | ------------------ | ------------- |
| 1            | 1         | Payback                  | Odplata                   | Jean de Segonzac    | Dick Wolf                                                                    | 20. září 1999      |               |
| 2            | 2         | A Single Life            | Osamělý život             | Lesli Linka Glatter | Miriam Kazdin                                                                | 27. září 1999      |               |
| 3            | 3         | ...Or Just Look Like One | Vypadat jako jedna z nich | Rick Rosenthal      | Michael R. Perry                                                             | 4. října 1999      |               |
| 4            | 4         | Hysteria                 | Hysterie                  | Richard Dobbs       | Dawn DeNoon a Lisa Marie Petersen                                            | 11. října 1999     |               |
| 5            | 5         | Wanderlust               | Cestovní horečka          | David Jones         | Wendy West                                                                   | 18. října 1999     |               |
| 6            | 6         | Sophomore Jinx           | Smrt na univerzitě        | Clark Johnson       | John Chambers                                                                | 25. října 1999     |               |
| 7            | 7         | Uncivilized              | Necivilizovaně            | Michael Fields      | námět: Robert Palm scénář: Robert Palm a Wendy West                          | 15. listopadu 1999 |               |
| 8            | 8         | Stalked                  | Jako štvaná zvěř          | Peter Medak         | Roger Garrett                                                                | 22. listopadu 1999 |               |
| 9            | 9         | Stocks & Bondage         | Sex, lži a peníze         | Constantine Makris  | Michael R. Perry                                                             | 29. listopadu 1999 |               |
| 10           | 10        | Closure (Part 1)         | Otevřený případ           | Stephen Wertimer    | Wendy West                                                                   | 7. ledna 2000      |               |
| 11           | 11        | Bad Blood                | Zákony dědičnosti         | Michael Fields      | Lisa Marie Petersen a Dawn DeNoon                                            | 14. ledna 2000     |               |
| 12           | 12        | Russian Love Poem        | Ruský příběh lásky        | Rick Rosenthal      | Eva Nagorski                                                                 | 21. ledna 2000     |               |
| 13           | 13        | Disrobed                 | Obnažení                  | David Platt         | Janet Tamaro                                                                 | 4. února 2000      |               |
| 14           | 14        | Limitations              | Lhůta                     | Constantine Makris  | Michael R. Perry                                                             | 11. února 2000     |               |
| 15           | 15        | Entitled                 | Nedotknutelný             | Ed Sherin           | námět: Dick Wolf, René Balcer a Robert Palm scénář: Robert Palm a Wendy West | 18. února 2000     |               |
| 16           | 16        | The Third Guy            | Třetí muž                 | Jud Taylor          | Dawn DeNoon a Lisa Marie Petersen                                            | 25. února 2000     |               |
| 17           | 17        | Misleader                | Falešný vůdce             | Richard Dobbs       | námět: Nick Harding a Nick Kendrick scénář: Nick Kendrick                    | 31. března 2000    |               |
| 18           | 18        | Chat Room                | Diskusní skupina          | Richard Dobbs       | Roger Garrett                                                                | 14. dubna 2000     |               |
| 19           | 19        | Contact                  | Kontakt                   | Michael Zinberg     | Robert Palm a Wendy West                                                     | 28. dubna 2000     |               |
| 20           | 20        | Remorse                  | Akt milosrdenství         | Alexander Cassini   | Michael R. Perry                                                             | 5. května 2000     |               |
| 21           | 21        | Nocturne                 | Nokturno                  | Jean de Segonzac    | Wendy West                                                                   | 12. května 2000    |               |
| 22           | 22        | Slaves                   | Otrokyně                  | Ted Kotcheff        | Lisa Marie Petersen a Dawn DeNoon                                            | 19. května 2000    |               |

### Druhá řada (2000–2001)
| Č. v seriálu | Č. v řadě | Původní název    | Český název       | Režie              | Scénář                                                                                                  | Premiéra v USA     | Premiéra v ČR |
| ------------ | --------- | ---------------- | ----------------- | ------------------ | --- | ------------------ | ------------- |
| 23           | 1         | Wrong Is Right   | Špatně je správně | Ted Kotcheff       | Jeff Eckerle a David J. Burke                                                                           | 20. října 2000     |               |
| 24           | 2         | Honor            | Čest              | Alan Metzger       | Jonathan Greene a Robert F. Campbell                                                                    | 27. října 2000     |               |
| 25           | 3         | Closure (Part 2) | Otevřený případ   | Jean de Segonzac   | námět: Wendy West scénář: Wendy West, Judith McCreary a David J. Burke                                  | 3. listopadu 2000  |               |
| 26           | 4         | Legacy           | Odkaz             | Jud Taylor         | Jeff Eckerle                                                                                            | 10. listopadu 2000 |               |
| 27           | 5         | Baby Killer      | Malý vrah         | Juan J. Campanella | Lisa Marie Petersen a Dawn DeNoon                                                                       | 17. listopadu 2000 |               |
| 28           | 6         | Noncompliance    | Nekázeň           | Elodie Keene       | Judith McCreary                                                                                         | 24. listopadu 2000 |               |
| 29           | 7         | Asunder          | Rozpolcení        | David Platt        | Judith McCreary                                                                                         | 1. prosince 2000   |               |
| 30           | 8         | Taken            | Podvedení         | Michael Fields     | Dawn DeNoon a Lisa Marie Petersen                                                                       | 15. prosince 2000  |               |
| 31           | 9         | Pixies           | Skřítkové         | Jean de Segonzac   | námět: Clifton Campbell, Jeff Eckerle a Tracey Stern scénář: Tracey Stern                               | 12. ledna 2001     |               |
| 32           | 10        | Consent          | Svolná            | James Quinn        | Jeff Eckerle                                                                                            | 19. ledna 2001     |               |
| 33           | 11        | Abuse            | Týrání            | Richard Dobbs      | námět: Gwendolyn M. Parker, Lisa Marie Petersen a Dawn DeNoon scénář: Dawn DeNoon a Lisa Marie Petersen | 26. ledna 2001     |               |
| 34           | 12        | Secrets          | Tajemství         | Arthur W. Forney   | námět: Wendy West, Robert F. Campbell a Jonathan Greene scénář: Robert F. Campbell a Jonathan Greene    | 2. února 2001      |               |
| 35           | 13        | Victims          | Oběti             | Constantine Makris | Nick Kendrick                                                                                           | 9. února 2001      |               |
| 36           | 14        | Paranoia         | Paranoia          | Richard Dobbs      | Jonathan Greene a Robert F. Campbell                                                                    | 16. února 2001     |               |
| 37           | 15        | Countdown        | Odpočítávání      | Steve Shill        | Dawn DeNoon a Lisa Marie Petersen                                                                       | 23. února 2001     |               |
| 38           | 16        | Runaway          | Uprchlice         | Richard Dobbs      | Nick Kendrick a David J. Burke                                                                          | 2. března 2001     |               |
| 39           | 17        | Folly            | Šílenství         | Jud Taylor         | Todd Robinson                                                                                           | 23. března 2001    |               |
| 40           | 18        | Manhunt          | Hon               | Stephen Wertimer   | Jeff Eckerle                                                                                            | 20. dubna 2001     |               |
| 41           | 19        | Parasites        | Paraziti          | David Platt        | Martin Weiss                                                                                            | 27. dubna 2001     |               |
| 42           | 20        | Pique            | Krvavá úchylka    | Steve Shill        | Judith McCreary                                                                                         | 4. května 2001     |               |
| 43           | 21        | Scourge          | Zhouba            | Alex Zakrzewski    | námět: Neal Baer scénář: Robert F. Campbell a Jonathan Greene                                           | 11. května 2001    |               |

### Třetí řada (2001–2002)
| Č. v seriálu | Č. v řadě | Původní název | Český název  | Režie               | Scénář                                                                                                 | Premiéra v USA     | Premiéra v ČR |
| ------------ | --------- | ------------- | ------------ | ------------------- | --- | ------------------ | ------------- |
| 44           | 1         | Repression    | Útisk        | Henry J. Bronchtein | Marilyn Osborn                                                                                         | 28. září 2001      |               |
| 45           | 2         | Wrath         | Hněv         | Jean de Segonzac    | Judith McCreary                                                                                        | 5. října 2001      |               |
| 46           | 3         | Stolen        | Krádež       | James Quinn         | Jonathan Greene a Robert F. Campbell                                                                   | 12. října 2001     |               |
| 47           | 4         | Rooftop       | Střecha      | Steve Shill         | námět: Neal Baer, Robert F. Campbell a Jonathan Greene scénář: Robert F. Campbell a Jonathan Greene    | 19. října 2001     |               |
| 48           | 5         | Tangled       | Propletenec  | Jean de Segonzac    | Lisa Marie Petersen a Dawn DeNoon                                                                      | 26. října 2001     |               |
| 49           | 6         | Redemption    | Auditor      | Ted Kotcheff        | Jeff Eckerle                                                                                           | 2. listopadu 2001  |               |
| 50           | 7         | Sacrifice     | Oběť         | Lesli Linka Glatter | námět: Javier Grillo-Marxuach scénář: Javier Grillo-Marxuach a Samantha Howard Corbin                  | 9. listopadu 2001  |               |
| 51           | 8         | Inheritance   | Dědictví     | Juan J. Campanella  | námět: Kathy Ebel scénář: Kathy Ebel, Michele Fazekas a Tara Butters                                   | 16. listopadu 2001 |               |
| 52           | 9         | Care          | Pěstouni     | Gloria Muzio        | Dawn DeNoon a Lisa Marie Petersen                                                                      | 23. listopadu 2001 |               |
| 53           | 10        | Ridicule      | Výsměch      | Constantine Makris  | Judith McCreary                                                                                        | 14. prosince 2001  |               |
| 54           | 11        | Monogamy      | Monogamie    | Constantine Makris  | Michele Fazekas a Tara Butters                                                                         | 4. ledna 2002      |               |
| 55           | 12        | Protection    | Ochrana      | Alex Zakrzewski     | Jonathan Greene a Robert F. Campbell                                                                   | 11. ledna 2002     |               |
| 56           | 13        | Prodigy       | Zázrak       | Steve Shill         | Lisa Marie Petersen a Dawn DeNoon                                                                      | 18. ledna 2002     |               |
| 57           | 14        | Counterfeit   | Padělek      | Arthur W. Forney    | Amanda Green                                                                                           | 25. ledna 2002     |               |
| 58           | 15        | Execution     | Poprava      | Alex Zakrzewski     | Judith McCreary                                                                                        | 1. února 2002      |               |
| 59           | 16        | Popular       | Oblíbenec    | Jean de Segonzac    | námět: Kathy Ebel a Stephen Belber scénář: Stephen Belber                                              | 1. března 2002     |               |
| 60           | 17        | Surveillance  | Sledování    | Steve Shill         | Jeff Eckerle                                                                                           | 8. března 2002     |               |
| 61           | 18        | Guilt         | Vina         | David Platt         | Michele Fazekas a Tara Butters                                                                         | 29. března 2002    |               |
| 62           | 19        | Justice       | Spravedlnost | Juan J. Campanella  | Dawn DeNoon a Lisa Marie Petersen                                                                      | 5. dubna 2002      |               |
| 63           | 20        | Greed         | Chamtivost   | Constantine Makris  | Robert F. Campbell a Jonathan Greene                                                                   | 26. dubna 2002     |               |
| 64           | 21        | Denial        | Zapírání     | Steve Shill         | Judith McCreary                                                                                        | 3. května 2002     |               |
| 65           | 22        | Competence    | Způsobilost  | Jud Taylor          | námět: Jeff Eckerle, Jonathan Greene a Robert F. Campbell scénář: Jonathan Greene a Robert F. Campbell | 10. května 2002    |               |
| 66           | 23        | Silence       | Ticho        | Steve Shill         | Patrick Harbinson                                                                                      | 17. května 2002    |               |

### Čtvrtá řada (2002–2003)
| Č. v seriálu | Č. v řadě | Původní název     | Český název       | Režie              | Scénář                                                                     | Premiéra v USA     | Premiéra v ČR |
| ------------ | --------- | ----------------- | ----------------- | ------------------ | -------------------------------------------------------------------------- | ------------------ | ------------- |
| 67           | 1         | Chameleon         | Chameleon         | Jean de Segonzac   | Michele Fazekas a Tara Butters                                             | 27. září 2002      |               |
| 68           | 2         | Deception         | Klam              | Constantine Makris | Michele Fazekas a Tara Butters                                             | 4. října 2002      |               |
| 69           | 3         | Vulnerable        | Zranitelný        | Juan J. Campanella | Lisa Marie Petersen a Dawn DeNoon                                          | 11. října 2002     |               |
| 70           | 4         | Lust              | Chtíč             | Michael Fields     | Amanda Green                                                               | 18. října 2002     |               |
| 71           | 5         | Disappearing Acts | Zmizení           | Alex Zakrzewski    | Judith McCreary                                                            | 25. října 2002     |               |
| 72           | 6         | Angels            | Andělé            | Arthur W. Forney   | Jonathan Greene a Robert F. Campbell                                       | 1. listopadu 2002  |               |
| 73           | 7         | Dolls             | Panenky           | Darnell Martin     | Amanda Green                                                               | 8. listopadu 2002  |               |
| 74           | 8         | Waste             | Odpad             | Donna Deitch       | Dawn DeNoon a Lisa Marie Petersen                                          | 15. listopadu 2002 |               |
| 75           | 9         | Juvenile          | Mladiství         | Constantine Makris | Michele Fazekas a Tara Butters                                             | 22. listopadu 2002 |               |
| 76           | 10        | Resilience        | Odolnost          | Joyce Chopra       | Patrick Harbinson                                                          | 6. prosince 2002   |               |
| 77           | 11        | Damaged           | Poškozená         | Juan J. Campanella | Barbie Kligman                                                             | 10. ledna 2003     |               |
| 78           | 12        | Risk              | Risk              | Juan J. Campanella | Robert F. Campbell a Jonathan Greene                                       | 17. ledna 2003     |               |
| 79           | 13        | Rotten            | Prohnilí          | Constantine Makris | Judith McCreary                                                            | 24. ledna 2003     |               |
| 80           | 14        | Mercy             | Soucit            | David Platt        | Christos N. Gage a Ruth C. Fletcher                                        | 31. ledna 2003     |               |
| 81           | 15        | Pandora           | Pandořina skříňka | Alex Zakrzewski    | Michele Fazekas a Tara Butters                                             | 7. února 2003      |               |
| 82           | 16        | Tortured          | Mučení            | Steve Shill        | Lisa Marie Petersen a Dawn DeNoon                                          | 14. února 2003     |               |
| 83           | 17        | Privilege         | Výsada            | Jean de Segonzac   | Patrick Harbinson                                                          | 21. února 2003     |               |
| 84           | 18        | Desperate         | Zoufalství        | David Platt        | Amanda Green                                                               | 14. března 2003    |               |
| 85           | 19        | Appearances       | Vzhled            | Alex Zakrzewski    | námět: Liz Friedman, Vanessa Place a Stephen Belber scénář: Stephen Belber | 28. března 2003    |               |
| 86           | 20        | Dominance         | Dominance         | Steve Shill        | Robert F. Campbell a Jonathan Greene                                       | 4. dubna 2003      |               |
| 87           | 21        | Fallacy           | Marnost           | Juan J. Campanella | námět: Josh Kotcheff a Barbie Kligman scénář: Barbie Kligman               | 18. dubna 2003     |               |
| 88           | 22        | Futility          | Smutek            | Alex Zakrzewski    | Michele Fazekas a Tara Butters                                             | 25. dubna 2003     |               |
| 89           | 23        | Grief             | Grief             | Constantine Makris | Adisa Iwa                                                                  | 2. května 2003     |               |
| 90           | 24        | Perfect           | Perfektní         | Rick Wallace       | Jonathan Greene a Robert F. Campbell                                       | 9. května 2003     |               |
| 91           | 25        | Soulless          | Bez duše          | Chad Lowe          | Dawn DeNoon a Lisa Marie Petersen                                          | 16. května 2003    |               |

### Pátá řada (2003–2004)
| Č. v seriálu | Č. v řadě | Původní název | Český název    | Režie              | Scénář                                | Premiéra v USA     | Premiéra v ČR |
| ------------ | --------- | ------------- | -------------- | ------------------ | ------------------------------------- | ------------------ | ------------- |
| 92           | 1         | Tragedy       | Tragédie       | David Platt        | Amanda Green                          | 23. září 2003      | vysíláno      |
| 93           | 2         | Manic         | Mánie          | Guy Norman Bee     | Patrick Harbinson                     | 30. září 2003      | vysíláno      |
| 94           | 3         | Mother        | Matka          | Ted Kotcheff       | Lisa Marie Petersen a Dawn DeNoon     | 7. října 2003      | vysíláno      |
| 95           | 4         | Loss          | Ztráta         | Constantine Makris | Michele Fazekas a Tara Butters        | 14. října 2003     | vysíláno      |
| 96           | 5         | Serendipity   | Vrozené štěstí | Constantine Makris | Dawn DeNoon a Lisa Marie Petersen     | 21. října 2003     | vysíláno      |
| 97           | 6         | Coerced       | Nátlak         | Jean de Segonzac   | Jonathan Greene                       | 28. října 2003     | vysíláno      |
| 98           | 7         | Choice        | Volba          | David Platt        | Patrick Harbinson                     | 4. listopadu 2003  | vysíláno      |
| 99           | 8         | Abomination   | Ohavnost       | Alex Zakrzewski    | Michele Fazekas a Tara Butters        | 11. listopadu 2003 | vysíláno      |
| 100          | 9         | Control       | Kontrola       | Ted Kotcheff       | námět: Dick Wolf scénář: Neal Baer    | 18. listopadu 2003 | vysíláno      |
| 101          | 10        | Shaken        | Otřes          | Constantine Makris | Amanda Green                          | 25. listopadu 2003 | vysíláno      |
| 102          | 11        | Escape        | Útěk           | Jean de Segonzac   | Barbie Kligman                        | 2. prosince 2003   | vysíláno      |
| 103          | 12        | Brotherhood   | Bratrstvo      | Jean de Segonzac   | José Molina                           | 6. ledna 2004      | vysíláno      |
| 104          | 13        | Hate          | Nenávist       | David Platt        | Robert Nathan                         | 13. ledna 2004     | vysíláno      |
| 105          | 14        | Ritual        | Rituál         | Ed Bianchi         | Ruth Fletcher Gage a Christos N. Gage | 3. února 2004      | vysíláno      |
| 106          | 15        | Families      | Rodiny         | Constantine Makris | Jonathan Greene                       | 10. února 2004     | vysíláno      |
| 107          | 16        | Home          | Domov          | Rick Wallace       | Amanda Green                          | 17. února 2004     | vysíláno      |
| 108          | 17        | Mean          | Zlo            | Constantine Makris | Michele Fazekas a Tara Butters        | 24. února 2004     | vysíláno      |
| 109          | 18        | Careless      | Nedbalost      | Steve Shill        | Patrick Harbinson                     | 2. března 2004     | vysíláno      |
| 110          | 19        | Sick          | Nemoc          | David Platt        | Dawn DeNoon                           | 30. března 2004    | vysíláno      |
| 111          | 20        | Lowdown       | Informace      | Jud Taylor         | Robert Nathan                         | 6. dubna 2004      | vysíláno      |
| 112          | 21        | Criminal      | Kriminálník    | Alex Zakrzewski    | José Molina                           | 20. dubna 2004     | vysíláno      |
| 113          | 22        | Painless      | Bez bolesti    | Juan J. Campanella | Jonathan Greene                       | 27. dubna 2004     | vysíláno      |
| 114          | 23        | Bound         | Pouto          | Constantine Makris | Barbie Kligman                        | 4. května 2004     | vysíláno      |
| 115          | 24        | Poison        | Jed            | David Platt        | Michele Fazekas a Tara Butters        | 11. května 2004    | vysíláno      |
| 116          | 25        | Head          | Hlava          | Juan J. Campanella | Lisa Marie Petersen a Dawn DeNoon     | 18. května 2004    | vysíláno      |

### Šestá řada (2004–2005)
| Č. v seriálu | Č. v řadě | Původní název | Český název   | Režie                                 | Scénář                                                    | Premiéra v USA     | Premiéra v ČR      |
| ------------ | --------- | ------------- | ------------- | ------------------------------------- | --------------------------------------------------------- | ------------------ | ------------------ |
| 117          | 1         | Birthright    | Právo matky   | Arthur W. Forney                      | Jonathan Greene                                           | 21. září 2004      | 11. října 2008     |
| 118          | 2         | Debt          | Dluh          | David Platt                           | Amanda Green                                              | 28. září 2004      | 18. října 2008     |
| 119          | 3         | Obscene       | Obscénní      | Constantine Makris                    | José Molina                                               | 12. října 2004     | 25. října 2008     |
| 120          | 4         | Scavenger     | Mrchožrout    | Daniel Sackheim                       | Dawn DeNoon a Lisa Marie Petersen                         | 19. října 2004     | 1. listopadu 2008  |
| 121          | 5         | Outcry        | Znásilněná    | Constantine Makris                    | Patrick Harbinson                                         | 26. října 2004     | 8. listopadu 2008  |
| 122          | 6         | Conscience    | Svědomí       | David Platt                           | Roger Wolfson a Robert Nathan                             | 9. listopadu 2004  | 15. listopadu 2008 |
| 123          | 7         | Charisma      | Charisma      | Arthur W. Forney                      | Michele Fazekas a Tara Butters                            | 16. listopadu 2004 | 22. listopadu 2008 |
| 124          | 8         | Doubt         | Pochybnost    | Ted Kotcheff                          | Marjorie David                                            | 23. listopadu 2004 | 29. listopadu 2008 |
| 125          | 9         | Weak          | Bezmocné ženy | David Platt                           | Michele Fazekas a Tara Butters                            | 30. listopadu 2004 | 5. prosince 2008   |
| 126          | 10        | Haunted       | Soužení       | Juan J. Campanella                    | Amanda Green                                              | 7. prosince 2004   | 12. prosince 2008  |
| 127          | 11        | Contagious    | Hysterie      | Aaron Lipstadt                        | Jonathan Greene                                           | 11. ledna 2005     | 19. prosince 2008  |
| 128          | 12        | Identity      | Identita      | Rick Wallace                          | Lisa Marie Petersen a Dawn DeNoon                         | 18. ledna 2005     | 2. ledna 2008      |
| 129          | 13        | Quarry        | Kořist        | Constantine Makris                    | José Molina                                               | 25. ledna 2005     | 9. ledna 2008      |
| 130          | 14        | Game          | Hra           | David Platt                           | Patrick Harbinson                                         | 8. února 2005      | 16. ledna 2008     |
| 131          | 15        | Hooked        | Patnáctiletá  | Jean de Segonzac                      | Joshua Kotcheff                                           | 15. února 2005     | 23. ledna 2008     |
| 132          | 16        | Ghost         | Duch          | David Platt                           | Amanda Green                                              | 22. února 2005     | 30. ledna 2008     |
| 133          | 17        | Rage          | Vztek         | Juan J. Campanella                    | Michele Fazekas a Tara Butters                            | 1. března 2005     | 6. února 2008      |
| 134          | 18        | Pure          | Panenství     | Aaron Lipstadt                        | Dawn DeNoon                                               | 8. března 2005     | 13. února 2008     |
| 135          | 19        | Intoxicated   | Pod vlivem    | Marita Grabiak                        | Jonathan Greene                                           | 29. března 2005    | 20. února 2008     |
| 136          | 20        | Night         | Noc           | Arthur W. Forney a Juan J. Campanella | námět: Amanda Green a Chris Levinson scénář: Amanda Green | 3. května 2005     | 27. února 2008     |
| 137          | 21        | Blood         | Krev          | Félix Alcalá                          | Patrick Harbinson                                         | 10. května 2005    | 5. března 2008     |
| 138          | 22        | Parts         | Orgány        | Matt Earl Beesley                     | David Foster                                              | 17. května 2005    | 12. března 2008    |
| 139          | 23        | Goliath       | Goliáš        | Peter Leto                            | Michele Fazekas a Tara Butters                            | 24. května 2005    | 19. března 2008    |

### Sedmá řada (2005–2006)
| Č. v seriálu | Č. v řadě | Původní název | Český název       | Režie              | Scénář                         | Premiéra v USA     | Premiéra v ČR   |
| ------------ | --------- | ------------- | ----------------- | ------------------ | ------------------------------ | ------------------ | --------------- |
| 140          | 1         | Demons        | Nutkání           | David Platt        | Amanda Green                   | 20. září 2005      | 8. ledna 2009   |
| 141          | 2         | Design        | Velký plán        | David Platt        | Lisa Marie Petersen            | 27. září 2005      | 15. ledna 2009  |
| 142          | 3         | 911           | Tísňová linka     | Ted Kotcheff       | Patrick Harbinson              | 4. října 2005      | 22. ledna 2009  |
| 143          | 4         | Ripped        | Rozervaní         | Rick Wallace       | Jonathan Greene                | 11. října 2005     | 29. ledna 2009  |
| 144          | 5         | Strain        | Tichý zabiják     | Constantine Makris | Robert Nathan                  | 18. října 2005     | 5. února 2009   |
| 145          | 6         | Raw           | Árijské bratrstvo | Jonathan Kaplan    | Dawn DeNoon                    | 1. listopadu 2005  | 12. února 2009  |
| 146          | 7         | Name          | Jméno             | David Platt        | Michele Fazekas                | 8. listopadu 2005  | 19. února 2009  |
| 147          | 8         | Starved       | Hlad              | David Platt        | Lisa Marie Petersen            | 15. listopadu 2005 | 26. února 2009  |
| 148          | 9         | Rockabye      | Útěk z domova     | Peter Leto         | Patrick Harbinson              | 22. listopadu 2005 | 5. března 2009  |
| 149          | 10        | Storm         | Bouře             | David Platt        | Neal Baer a Amanda Green       | 29. listopadu 2005 | 19. března 2009 |
| 150          | 11        | Alien         | Cizí element      | Constantine Makris | José Molina                    | 6. prosince 2005   | 26. března 2009 |
| 151          | 12        | Infected      | Nákaza            | Michelle MacLaren  | Michele Fazekas a Tara Butters | 3. ledna 2006      | 2. dubna 2009   |
| 152          | 13        | Blast         | Záchvat           | Peter Leto         | Amanda Green                   | 10. ledna 2006     | 9. dubna 2009   |
| 153          | 14        | Taboo         | Tabu              | Arthur W. Forney   | Dawn DeNoon                    | 17. ledna 2006     | 16. dubna 2009  |
| 154          | 15        | Manipulated   | Podvedený         | Matt Earl Beesley  | José Molina                    | 7. února 2006      | 23. dubna 2009  |
| 155          | 16        | Gone          | Zmizelí           | George Pattison    | Jonathan Greene                | 28. února 2006     | 30. dubna 2009  |
| 156          | 17        | Class         | Spolužáci         | Aaron Lipstadt     | Paul Grellong                  | 21. března 2006    | 7. května 2009  |
| 157          | 18        | Venom         | Jed               | Peter Leto         | Judith McCreary                | 28. března 2006    | 14. května 2009 |
| 158          | 19        | Fault         | Chyba             | Paul McCrane       | Michele Fazekas a Tara Butters | 4. dubna 2006      | 21. května 2009 |
| 159          | 20        | Fat           | Tlustý            | Juan J. Campanella | Patrick Harbinson              | 2. května 2006     | 28. května 2009 |
| 160          | 21        | Web           | Internet          | Peter Leto         | Paul Grellong                  | 9. května 2006     | 4. června 2009  |
| 161          | 22        | Influence     | Pod vlivem        | Norberto Barba     | Ian Biederman                  | 16. května 2006    | 11. června 2009 |

### Osmá řada (2006–2007)
| Č. v seriálu | Č. v řadě | Původní název | Český název       | Režie                         | Scénář            | Premiéra v USA     | Premiéra v ČR      |
| ------------ | --------- | ------------- | ----------------- | ----------------------------- | ----------------- | ------------------ | ------------------ |
| 162          | 1         | Informed      | Informátor        | Peter Leto                    | Dawn DeNoon       | 19. září 2006      | 11. listopadu 2009 |
| 163          | 2         | Clock         | Biologické hodiny | Jim Hayman                    | Allison Intrieri  | 26. září 2006      | 18. listopadu 2009 |
| 164          | 3         | Recall        | Vzpomínky         | Juan J. Campanella            | Jonathan Greene   | 3. října 2006      | 25. listopadu 2009 |
| 165          | 4         | Uncle         | Strýc             | David Platt                   | Dawn DeNoon       | 10. října 2006     | 2. prosince 2009   |
| 166          | 5         | Confrontation | Konfrontace       | David Platt                   | Judith McCreary   | 17. října 2006     | 9. prosince 2009   |
| 167          | 6         | Infiltrated   | V utajení         | David Platt                   | Dawn DeNoon       | 31. října 2006     | 9. února 2010      |
| 168          | 7         | Underbelly    | Podbřišek         | Jonathan Kaplan               | Amanda Green      | 14. listopadu 2006 | 16. února 2010     |
| 169          | 8         | Cage          | Klec              | David Platt                   | Patrick Harbinson | 21. listopadu 2006 | 23. února 2010     |
| 170          | 9         | Choreographed | Láska             | Peter Leto                    | Paul Grellong     | 28. listopadu 2006 | 9. března 2010     |
| 171          | 10        | Scheherazade  | Šeherezáda        | David Platt                   | Amanda Green      | 2. ledna 2007      | 16. března 2010    |
| 172          | 11        | Burned        | Zapálená          | Eriq La Salle                 | Judith McCreary   | 9. ledna 2007      | 23. března 2010    |
| 173          | 12        | Outsider      | Outsider          | Arthur W. Forney              | Paul Grellong     | 16. ledna 2007     | 30. března 2010    |
| 174          | 13        | Loophole      | Zadní vrátka      | David Platt                   | Jonathan Greene   | 6. února 2007      | 6. dubna 2010      |
| 175          | 14        | Dependent     | Závislost         | Peter Leto                    | Ken Storer        | 13. února 2007     | 13. dubna 2010     |
| 176          | 15        | Haystack      | Kupka sena        | Peter Leto                    | Amanda Green      | 20. února 2007     | 20. dubna 2010     |
| 177          | 16        | Philadelphia  | Filadelfie        | Peter Leto                    | Patrick Harbinson | 27. února 2007     | 27. dubna 2010     |
| 178          | 17        | Sin           | Hřích             | George Pattison               | Patrick Harbinson | 27. března 2007    | 4. května 2010     |
| 179          | 18        | Responsible   | Zodpovědnost      | Yelena Lanskaya a David Platt | Allison Intrieri  | 3. dubna 2007      | 11. května 2010    |
| 180          | 19        | Florida       | Florida           | David Platt                   | Jonathan Greene   | 1. května 2007     | 18. května 2010    |
| 181          | 20        | Annihilated   | Vyvraždění        | Peter Leto                    | Amanda Green      | 8. května 2007     | 25. května 2010    |
| 182          | 21        | Pretend       | Přetvářka         | David Platt                   | Dawn DeNoon       | 15. května 2007    | 1. června 2010     |
| 183          | 22        | Screwed       | Syn               | Arthur W. Forney              | Judith McCreary   | 22. května 2007    | 8. června 2010     |

### Devátá řada (2007–2008)
| Č. v seriálu | Č. v řadě | Původní název | Český název          | Režie              | Scénář                   | Premiéra v USA     | Premiéra v ČR     |
| ------------ | --------- | ------------- | -------------------- | ------------------ | ------------------------ | ------------------ | ----------------- |
| 184          | 1         | Alternate     | Osobnost             | David Platt        | Neal Baer a Dawn DeNoon  | 25. září 2007      | 15. června 2010   |
| 185          | 2         | Avatar        | Avatar               | Peter Leto         | Paul Grellong            | 2. října 2007      | 22. června 2010   |
| 186          | 3         | Impulsive     | Nezvladatelné pudy   | David Platt        | Jonathan Greene          | 9. října 2007      | 29. června 2010   |
| 187          | 4         | Savant        | Výjimečné schopnosti | Kate Woods         | Judith McCreary          | 16. října 2007     | 6. července 2010  |
| 188          | 5         | Harm          | Především neškodit   | Peter Leto         | Josh Singer              | 23. října 2007     | 13. července 2010 |
| 189          | 6         | Svengali      | Manipulace           | David Platt        | Kam Miller               | 6. listopadu 2007  | 20. července 2010 |
| 190          | 7         | Blinded       | Dočasná slepota      | David Platt        | Jonathan Greene          | 13. listopadu 2007 | 27. července 2010 |
| 191          | 8         | Fight         | Boj                  | Juan J. Campanella | Mick Betancourt          | 20. listopadu 2007 | 3. srpna 2010     |
| 192          | 9         | Paternity     | Otcovství            | Kate Woods         | Amanda Green             | 27. listopadu 2007 | 10. srpna 2010    |
| 193          | 10        | Snitch        | Práskač              | Jonathan Kaplan    | Mark Goffman             | 4. prosince 2007   | 17. srpna 2010    |
| 194          | 11        | Streetwise    | Holka z ulice        | Helen Shaver       | Paul Grellong            | 1. ledna 2008      | 24. srpna 2010    |
| 195          | 12        | Signature     | Podpis               | Arthur W. Forney   | Judith McCreary          | 8. ledna 2008      | 31. srpna 2010    |
| 196          | 13        | Unorthodox    | Neortodoxní          | David Platt        | Josh Singer              | 15. ledna 2008     | 7. září 2010      |
| 197          | 14        | Inconceivable | Nezrození            | Chris Zalla        | Dawn DeNoon              | 22. ledna 2008     | 14. září 2010     |
| 198          | 15        | Undercover    | V utajení            | David Platt        | Mark Goffman             | 15. dubna 2008     | 21. září 2010     |
| 199          | 16        | Closet        | Nepřiznaná orientace | Peter Leto         | Ken Storer               | 22. dubna 2008     | 28. září 2010     |
| 200          | 17        | Authority     | Autorita             | David Platt        | Neal Baer a Amanda Green | 29. dubna 2008     | 5. října 2010     |
| 201          | 18        | Trade         | Obchod               | Peter Leto         | Jonathan Greene          | 6. května 2008     | 12. října 2010    |
| 202          | 19        | Cold          | Starý případ         | David Platt        | Judith McCreary          | 13. května 2008    | 19. října 2010    |

### Desátá řada (2008–2009)
| Č. v seriálu | Č. v řadě | Původní název | Český název             | Režie              | Scénář                                                           | Premiéra v USA     | Premiéra v ČR      |
| ------------ | --------- | ------------- | ----------------------- | ------------------ | ---------------------------------------------------------------- | ------------------ | ------------------ |
| 203          | 1         | Trials        | Trápení                 | David Platt        | Dawn DeNoon                                                      | 23. září 2008      | 26. října 2010     |
| 204          | 2         | Confession    | Doznání                 | Arthur W. Forney   | Judith McCreary                                                  | 30. září 2008      | 2. listopadu 2010  |
| 205          | 3         | Swing         | Na houpačce             | David Platt        | Amanda Green                                                     | 14. října 2008     | 9. listopadu 2010  |
| 206          | 4         | Lunacy        | Na Měsíc                | Peter Leto         | Daniel Truly                                                     | 21. října 2008     | 16. listopadu 2010 |
| 207          | 5         | Retro         | Retrovir                | Peter Leto         | námět: Joshua Kotcheff a Jonathan Greene scénář: Jonathan Greene | 28. října 2008     | 23. listopadu 2010 |
| 208          | 6         | Babes         | Děvčata                 | David Platt        | Daniel Truly                                                     | 11. listopadu 2008 | 30. listopadu 2010 |
| 209          | 7         | Wildlife      | Divočina                | Peter Leto         | Mick Betancourt                                                  | 18. listopadu 2008 | 7. prosince 2010   |
| 210          | 8         | Persona       | Neznámá osoba           | Helen Shaver       | Amanda Green                                                     | 25. listopadu 2008 | 14. prosince 2010  |
| 211          | 9         | PTSD          | Posttraumatická porucha | Eriq La Salle      | Judith McCreary                                                  | 2. prosince 2008   | 21. prosince 2010  |
| 212          | 10        | Smut          | Porno                   | Chris Eyre         | Kam Miller                                                       | 9. prosince 2008   | 4. ledna 2011      |
| 213          | 11        | Stranger      | Cizinka                 | David Platt        | Dawn DeNoon                                                      | 6. ledna 2009      | 11. ledna 2011     |
| 214          | 12        | Hothouse      | Skleník                 | Peter Leto         | Charley Davis                                                    | 13. ledna 2009     | 18. ledna 2011     |
| 215          | 13        | Snatched      | Unesená                 | David Platt        | Mick Betancourt                                                  | 3. února 2009      | 25. ledna 2011     |
| 216          | 14        | Transitions   | Proměny                 | Peter Leto         | Ken Storer                                                       | 17. února 2009     | 20. června 2011    |
| 217          | 15        | Lead          | Olovo                   | David Platt        | Jonathan Greene                                                  | 10. března 2009    | 27. června 2011    |
| 218          | 16        | Ballerina     | Balerína                | Peter Leto         | Daniel Truly                                                     | 17. března 2009    | 4. července 2011   |
| 219          | 17        | Hell          | Peklo                   | David Platt        | Amanda Green                                                     | 31. března 2009    | 11. července 2011  |
| 220          | 18        | Baggage       | Pouto                   | Chris Zalla        | Judith McCreary                                                  | 7. dubna 2009      | 18. července 2011  |
| 221          | 19        | Selfish       | Sobecká                 | David Platt        | Mick Betancourt                                                  | 28. dubna 2009     | 25. července 2011  |
| 222          | 20        | Crush         | Bolavá láska            | Peter Leto         | Jonathan Greene                                                  | 5. května 2009     | 1. srpna 2011      |
| 223          | 21        | Liberties     | Práva                   | Juan J. Campanella | Dawn DeNoon                                                      | 19. května 2009    | 8. srpna 2011      |
| 224          | 22        | Zebras        | Zebra                   | Peter Leto         | Amanda Green a Daniel Truly                                      | 2. června 2009     | 15. srpna 2011     |

### Jedenáctá řada (2009–2010)
| Č. v seriálu | Č. v řadě | Původní název | Český název              | Režie              | Scénář                                                | Premiéra v USA     | Premiéra v ČR   |
| ------------ | --------- | ------------- | ------------------------ | ------------------ | ----------------------------------------------------- | ------------------ | --------------- |
| 225          | 1         | Unstable      | Nevyrovnaný              | Arthur W. Forney   | Judith McCreary                                       | 23. září 2009      | 3. ledna 2012   |
| 226          | 2         | Sugar         | Taťulda                  | Peter Leto         | Daniel Truly                                          | 30. září 2009      | 10. ledna 2012  |
| 227          | 3         | Solitary      | Samotka                  | Helen Shaver       | Amanda Green                                          | 7. října 2009      | 17. ledna 2012  |
| 228          | 4         | Hammered      | Smrt kladivem            | Peter Leto         | Dawn DeNoon                                           | 14. října 2009     | 24. ledna 2012  |
| 229          | 5         | Hardwired     | Pouto                    | David Platt        | Mick Betancourt                                       | 21. října 2009     | 31. ledna 2012  |
| 230          | 6         | Spooked       | Špion                    | Peter Leto         | Jonathan Greene                                       | 28. října 2009     | 7. února 2012   |
| 231          | 7         | Users         | Závisláci                | David Platt        | Michael Angeli                                        | 4. listopadu 2009  | 14. února 2012  |
| 232          | 8         | Turmoil       | Zmatek                   | Peter Leto         | Judith McCreary                                       | 11. listopadu 2009 | 21. února 2012  |
| 233          | 9         | Perverted     | Na druhé straně barikády | David Platt        | Dawn DeNoon                                           | 18. listopadu 2009 | 28. února 2012  |
| 234          | 10        | Anchor        | Dítě jako pojistka       | Jonathan Kaplan    | Amanda Green a Daniel Truly                           | 9. prosince 2009   | 6. března 2012  |
| 235          | 11        | Quickie       | Rychlovka                | David Platt        | Ken Storer                                            | 6. ledna 2010      | 13. března 2012 |
| 236          | 12        | Shadow        | Jako stín                | Amy Redford        | Amanda Green                                          | 13. ledna 2010     | 20. března 2012 |
| 237          | 13        | P.C.          | Propaganda               | Juan J. Campanella | Daniel Truly                                          | 3. března 2010     | 27. března 2012 |
| 238          | 14        | Savior        | Správné rozhodnutí       | Peter Leto         | Mick Betancourt                                       | 3. března 2010     | 3. dubna 2012   |
| 239          | 15        | Confidential  | Přísně tajné             | Peter Leto         | Jonathan Greene                                       | 10. března 2010    | 10. dubna 2012  |
| 240          | 16        | Witness       | Ilegální svědek          | David Platt        | Dawn DeNoon a Christine M. Torres                     | 17. března 2010    | 17. dubna 2012  |
| 241          | 17        | Disabled      | Postižení                | Paul Black         | Judith McCreary                                       | 24. března 2010    | 24. dubna 2012  |
| 242          | 18        | Bedtime       | Postel                   | Helen Shaver       | námět: Charley Davis scénář: Neal Baer a Daniel Truly | 31. března 2010    | 1. května 2012  |
| 243          | 19        | Conned        | Podvedený                | David Platt        | Ken Storer                                            | 7. dubna 2010      | 8. května 2012  |
| 244          | 20        | Beef          | Maso                     | Peter Leto         | Lisa Loomer                                           | 21. dubna 2010     | 15. května 2012 |
| 245          | 21        | Torch         | Ohnivé peklo             | Peter Leto         | Mick Betancourt a Amanda Green                        | 28. dubna 2010     | 22. května 2012 |
| 246          | 22        | Ace           | Trumfové eso             | David Platt        | Jonathan Greene                                       | 5. prosince 2010   | 29. května 2012 |
| 247          | 23        | Wannabe       | Amatér                   | David Platt        | Dawn DeNoon                                           | 12. prosince 2010  | 5. června 2012  |
| 248          | 24        | Shattered     | Otřesená                 | Peter Leto         | Amanda Green a Daniel Truly                           | 19. prosince 2010  | 12. června 2012 |

### Dvanáctá řada (2010–2011)
| Č. v seriálu | Č. v řadě | Původní název | Český název     | Režie                           | Scénář                            | Premiéra v USA     | Premiéra v ČR      |
| ------------ | --------- | ------------- | --------------- | ------------------------------- | --------------------------------- | ------------------ | ------------------ |
| 249          | 1         | Locum         | Náhražka        | Arthur W. Forney                | Dawn DeNoon                       | 22. září 2010      | 20. listopadu 2012 |
| 250          | 2         | Bullseye      | Trefa           | Peter Leto                      | Daniel Truly                      | 22. září 2010      | 27. listopadu 2012 |
| 251          | 3         | Behave        | Buď hodná holka | Helen Shaver                    | Jonathan Greene                   | 29. září 2010      | 4. prosince 2012   |
| 252          | 4         | Merchandise   | Ohrožené děti   | Peter Leto                      | Judith McCreary                   | 6. října 2010      | 11. prosince 2012  |
| 253          | 5         | Wet           | Voda            | Jonathan Kaplan                 | Speed Weed                        | 13. října 2010     | 18. prosince 2012  |
| 254          | 6         | Branded       | Cejch           | Peter Leto                      | Chris Brancato                    | 20. října 2010     | 8. ledna 2013      |
| 255          | 7         | Trophy        | Trofej          | Donna Deitch                    | Ken Storer                        | 3. listopadu 2010  | 15. ledna 2013     |
| 256          | 8         | Penetration   | Pomsta          | Peter Leto                      | Christine M. Torres a Dawn DeNoon | 10. listopadu 2010 | 22. ledna 2013     |
| 257          | 9         | Gray          | Šeď             | Helen Shaver                    | George Huang                      | 17. listopadu 2010 | 29. ledna 2013     |
| 258          | 10        | Rescue        | Záchrana        | Peter Leto a Constantine Makris | Daniel Truly                      | 1. prosince 2010   | 5. února 2013      |
| 259          | 11        | Pop           | Otčím           | Norberto Barba                  | Jonathan Greene                   | 5. ledna 2011      | 12. února 2013     |
| 260          | 12        | Possessed     | V zajetí        | Constantine Makris              | Brian Fagan                       | 5. ledna 2011      | 19. února 2013     |
| 261          | 13        | Mask          | Maska           | Donna Deitch                    | Speed Weed                        | 12. ledna 2011     | 26. února 2013     |
| 262          | 14        | Dirty         | Špína           | Helen Shaver                    | Judith McCreary                   | 19. ledna 2011     | 5. března 2013     |
| 263          | 15        | Flight        | Let             | Alex Chapple                    | Dawn DeNoon a Christine M. Torres | 2. února 2011      | 12. března 2013    |
| 264          | 16        | Spectacle     | Představení     | Peter Leto                      | Chris Brancato                    | 9. února 2011      | 19. března 2013    |
| 265          | 17        | Pursuit       | Hon             | Jonathan Kaplan                 | Judith McCreary                   | 16. února 2011     | 26. března 2013    |
| 266          | 18        | Bully         | Šikana          | Helen Shaver                    | Ken Storer                        | 23. února 2011     | 2. dubna 2013      |
| 267          | 19        | Bombshell     | Zamilovaný      | Patrick Creadon                 | Daniel Truly                      | 23. března 2011    | 9. dubna 2013      |
| 268          | 20        | Totem         | Talisman        | Jonathan Kaplan                 | Jonathan Greene                   | 30. března 2011    | 16. dubna 2013     |
| 269          | 21        | Reparations   | Dozvuky         | Constantine Makris              | Christine M. Torres               | 6. dubna 2011      | 23. dubna 2013     |
| 270          | 22        | Bang          | Dítě            | Peter Leto                      | Speed Weed                        | 4. května 2011     | 14. května 2013    |
| 271          | 23        | Delinquent    | Delikvent       | Holly Dale                      | Dawn DeNoon                       | 11. května 2011    | 21. května 2013    |
| 272          | 24        | Smoked        | Pistole         | Helen Shaver                    | Jonathan Greene a Daniel Truly    | 18. května 2011    | 28. května 2013    |

### Třináctá řada (2011–2012)
| Č. v seriálu | Č. v řadě | Původní název   | Český název         | Režie              | Scénář                                                                         | Premiéra v USA     | Premiéra v ČR     |
| ------------ | --------- | --------------- | ------------------- | ------------------ | ------------------------------------------------------------------------------ | ------------------ | ----------------- |
| 273          | 1         | Scorched Earth  | Spálená země        | Michael Slovis     | David Matthews                                                                 | 21. září 2011      | 7. července 2014  |
| 274          | 2         | Personal Fouls  | Osobní faul         | Jim McKay          | Bryan Goluboff                                                                 | 28. září 2011      | 8. července 2014  |
| 275          | 3         | Blood Brothers  | Pokrevní bratři     | Tom DiCillo        | Warren Leight a Julie Martin                                                   | 5. října 2011      | 14. července 2014 |
| 276          | 4         | Double Strands  | Dvě vlákna          | Fred Berner        | John P. Roche                                                                  | 12. října 2011     | 15. července 2014 |
| 277          | 5         | Missing Pieces  | Chybějící články    | Peter Leto         | Julie Martin a Warren Leight                                                   | 19. října 2011     | 21. července 2014 |
| 278          | 6         | True Believers  | Konvertita          | Courtney Hunt      | Robin Veith                                                                    | 2. listopadu 2011  | 22. července 2014 |
| 279          | 7         | Russian Brides  | Ruské nevěsty       | Alex Chapple       | Bryan Goluboff                                                                 | 9. listopadu 2011  | 28. července 2014 |
| 280          | 8         | Educated Guess  | Zkušený odhad       | Arthur W. Forney   | Judith McCreary                                                                | 16. listopadu 2011 | 29. července 2014 |
| 281          | 9         | Lost Traveller  | Ztracený Rom        | Jean de Segonzac   | Julie Martin a David Matthews                                                  | 30. listopadu 2011 | 4. srpna 2014     |
| 282          | 10        | Spiraling Down  | Spirála zločinu     | Alex Chapple       | John P. Roche a Warren Leight                                                  | 7. prosince 2011   | 5. srpna 2014     |
| 283          | 11        | Theatre Tricks  | Divadelní trik      | Constantine Makris | námět: Marygrace O'Shea, Julie Martin a Warren Leight scénář: Marygrace O'Shea | 11. ledna 2012     | 11. srpna 2014    |
| 284          | 12        | Official Story  | Oficiální verze     | Michael Smith      | Peter Blauner                                                                  | 18. ledna 2012     | 12. srpna 2014    |
| 285          | 13        | Father's Shadow | Otcův stín          | Jean de Segonzac   | Warren Leight a Julie Martin                                                   | 8. února 2012      | 18. srpna 2014    |
| 286          | 14        | Home Invasions  | Postřílená rodina   | Jim McKay          | Bryan Goluboff                                                                 | 15. února 2012     | 19. srpna 2014    |
| 287          | 15        | Hunting Ground  | Loviště             | Jonathan Kaplan    | námět: John P. Roche a Warren Le scénář: David Matthews a John P. Roche        | 22. února 2012     | 25. srpna 2014    |
| 288          | 16        | Child's Welfare | Dobro dítěte        | Holly Dale         | námět: Warren Leight scénář: Peter Blauner a Julie Martin                      | 29. února 2012     | 26. srpna 2014    |
| 289          | 17        | Justice Denied  | Upřená spravedlnost | Michael Slovis     | námět: Stuart Feldman a Warren Leight scénář: Stuart Feldman                   | 11. dubna 2012     | 1. září 2014      |
| 290          | 18        | Valentine's Day | Na sv. Valentýna    | Peter Leto         | Julie Martin a Warren Leight                                                   | 18. dubna 2012     | 2. září 2014      |
| 291          | 19        | Street Revenge  | Pouliční pomsta     | Arthur W. Forney   | námět: Julie Martin a David Matthews scénář: David Matthews                    | 25. dubna 2012     | 8. září 2014      |
| 292          | 20        | Father Dearest  | Milovaný otec       | Rosemary Rodriguez | námět: John P. Roche a Warren Leight scénář: John P. Roche                     | 2. května 2012     | 9. září 2014      |
| 293          | 21        | Learning Curve  | Školní osnovy       | Jonathan Herron    | námět: Warren Leight a Julie Martin scénář: Robin Veith                        | 9. května 2012     | 15. září 2014     |
| 294          | 22        | Strange Beauty  | Zvláštní krása      | Alex Chapple       | Peter Blauner a Robin Veith                                                    | 16. května 2012    | 16. září 2014     |
| 295          | 23        | Rhodium Nights  | Divoká noc          | Norberto Barba     | Warren Leight a Julie Martin                                                   | 23. května 2012    | 22. září 2014     |

### Čtrnáctá řada (2012–2013)
| Č. v seriálu | Č. v řadě | Původní název    | Český název          | Režie            | Scénář                                                                           | Premiéra v USA     | Premiéra v ČR     |
| ------------ | --------- | ---------------- | -------------------- | ---------------- | -------------------------------------------------------------------------------- | ------------------ | ----------------- |
| 296          | 1         | Lost Reputation  | Zkažená pověst       | Michael Slovis   | Warren Leight a Julie Martin                                                     | 26. září 2012      | 16. června 2015   |
| 297          | 2         | Above Suspicion  | Mimo podezření       | Michael Slovis   | Julie Martin a Warren Leight                                                     | 26. září 2012      | 22. června 2015   |
| 298          | 3         | Twenty-Five Acts | Dvacet pět aktů      | Jean de Segonzac | námět: Warren Leight a Julie Martin scénář: John P. Roche                        | 10. října 2012     | 23. června 2015   |
| 299          | 4         | Acceptable Loss  | Přijatelná ztráta    | Alex Chapple     | Ed Zuckerman                                                                     | 17. října 2012     | 29. června 2015   |
| 300          | 5         | Manhattan Vigil  | Noční hlídka         | Jean de Segonzac | Peter Blauner                                                                    | 24. října 2012     | 30. června 2015   |
| 301          | 6         | Friending Emily  | Spřátelit se s Emily | Jim McKay        | Kevin Fox                                                                        | 31. října 2012     | 6. července 2015  |
| 302          | 7         | Vanity's Bonfire | Přehlídka marnivosti | Michael Slovis   | námět: Gwendolyn Parker a Warren Leight scénář: Gwendolyn Parker                 | 14. listopadu 2012 | 7. července 2015  |
| 303          | 8         | Lessons Learned  | Životní lekce        | Alex Chapple     | námět: Julie Martin a Ed Zuckerman scénář: Ed Zuckerman a John P. Roche          | 21. listopadu 2012 | 13. července 2015 |
| 304          | 9         | Dreams Deferred  | Odložené sny         | Michael Smith    | Julie Martin a Warren Leight                                                     | 5. prosince 2012   | 14. července 2015 |
| 305          | 10        | Presumed Guilty  | Presumpce viny       | Courtney Hunt    | Kevin Fox                                                                        | 2. ledna 2013      | 20. července 2015 |
| 306          | 11        | Beautiful Frame  | Pořádná bouda        | Jean de Segonzac | Peter Blauner                                                                    | 9. ledna 2013      | 21. července 2015 |
| 307          | 12        | Criminal Hatred  | Zločinná nenávist    | Adam Bernstein   | Ed Zuckerman                                                                     | 30. ledna 2013     | 27. července 2015 |
| 308          | 13        | Monster's Legacy | Pochybení            | Jean de Segonzac | námět: Warren Leight a Julie Martin scénář: John P. Roche                        | 6. února 2013      | 28. července 2015 |
| 309          | 14        | Secrets Exhumed  | Exhumovaná tajemství | Laura Belsey     | Warren Leight a Julie Martin                                                     | 13. února 2013     | 3. srpna 2015     |
| 310          | 15        | Deadly Ambition  | Smrtící ambice       | Jim McKay        | námět: Peter Blauner a Kevin Fox scénář: Warren Leight a Julie Martin            | 20. února 2013     | 4. srpna 2015     |
| 311          | 16        | Funny Valentine  | Podivná láska        | Jean de Segonzac | Gwendolyn Parker                                                                 | 27. února 2013     | 10. srpna 2015    |
| 312          | 17        | Undercover Blue  | Sex v utajení        | Michael Smith    | Ed Zuckerman a Aaron Tracy                                                       | 20. března 2013    | 11. srpna 2015    |
| 313          | 18        | Legitimate Rape  | Zákonné znásilnění   | Jonathan Herron  | Kevin Fox a Peter Blauner                                                        | 27. března 2013    | 17. srpna 2015    |
| 314          | 19        | Born Psychopath  | Rozený psychopat     | Alex Chapple     | Julie Martin a Warren Leight                                                     | 3. dubna 2013      | 18. srpna 2015    |
| 315          | 20        | Girl Dishonored  | Zneuctěná            | Holly Dale       | námět: Warren Leight a Julie Martin scénář: Robert Brooks Cohen                  | 24. dubna 2013     | 29. září 2015     |
| 316          | 21        | Traumatic Wound  | Traumatické zranění  | Alex Zakrzewski  | Gwendolyn Parker a John P. Roche                                                 | 1. května 2013     | 5. října 2015     |
| 317          | 22        | Poisoned Motive  | Otrávený motiv       | Arthur W. Forney | námět: Warren Leight scénář: Julie Martin a Ed Zuckerman                         | 8. května 2013     | 6. října 2015     |
| 318          | 23        | Brief Interlude  | Hudební intermezzo   | Kevin Bray       | námět: Peter Blauner, Kevin Fox a Pedro Garcia scénář: Peter Blauner a Kevin Fox | 15. května 2013    | 12. října 2015    |
| 319          | 24        | Her Negotiation  | Její případ          | Norberto Barba   | Julie Martin a Warren Leight                                                     | 22. května 2013    | 13. října 2015    |

### Patnáctá řada (2013–2014)
| Č. v seriálu | Č. v řadě | Původní název      | Český název            | Režie              | Scénář                                                                              | Premiéra v USA     | Premiéra v ČR      |
| ------------ | --------- | ------------------ | ---------------------- | ------------------ | ----------------------------------------------------------------------------------- | ------------------ | ------------------ |
| 320          | 1         | Surrender Benson   | Zachraňte Bensonovou   | Michael Smith      | Warren Leight a Julie Martin                                                        | 25. září 2013      | 19. října 2015     |
| 321          | 2         | Imprisoned Lives   | Uvězněné životy        | Michael Slovis     | Julie Martin a Warren Leight                                                        | 25. září 2013      | 20. října 2015     |
| 322          | 3         | American Tragedy   | Americká tragédie      | Fred Berner        | námět: Jill Abbinanti scénář: Warren Leight a Julie Martin                          | 2. října 2013      | 26. října 2015     |
| 323          | 4         | Internal Affairs   | Vnitřní záležitost     | Jean de Segonzac   | Kevin Fox                                                                           | 9. října 2013      | 27. října 2015     |
| 324          | 5         | Wonderland Story   | Cesta do říše divů     | Jennifer Getzinger | námět: Ed Zuckerman a Lawrence Kaplow scénář: Warren Leight a Julie Martin          | 16. října 2013     | 2. listopadu 2015  |
| 325          | 6         | October Surprise   | Říjnové překvapení     | Peter Werner       | námět: Warren Leight a Peter Blauner scénář: Peter Blauner                          | 23. října 2013     | 3. listopadu 2015  |
| 326          | 7         | Dissonant Voices   | Neladící hlasy         | Alex Chapple       | John P. Roche                                                                       | 6. listopadu 2013  | 9. listopadu 2015  |
| 327          | 8         | Military Justice   | Vojenská spravedlnost  | Tom DiCillo        | Lawrence Kaplow                                                                     | 13. listopadu 2013 | 10. listopadu 2015 |
| 328          | 9         | Rapist Anonymous   | Anonymní násilníci     | Steve Shill        | Julie Martin a Warren Leight                                                        | 20. listopadu 2013 | 16. listopadu 2015 |
| 329          | 10        | Psycho/Therapist   | Terapie psycho         | Michael Slovis     | Warren Leight a Julie Martin                                                        | 8. ledna 2014      | 17. listopadu 2015 |
| 330          | 11        | Amaro's One-Eighty | Amaro se hájí          | Nick Gomez         | námět: Warren Leight a Julie Martin scénář: Kevin Fox                               | 15. ledna 2014     | 23. listopadu 2015 |
| 331          | 12        | Jersey Breakdown   | Jerseyská spravedlnost | Jonathan Herron    | námět: Céline C. Robinson scénář: Julie Martin a Céline C. Robinson                 | 22. ledna 2014     | 24. listopadu 2015 |
| 332          | 13        | Betrayal's Climax  | Vrchol zrady           | Holly Dale         | Jill Abbinanti                                                                      | 29. ledna 2014     | 30. listopadu 2015 |
| 333          | 14        | Wednesday's Child  | Středeční dítě         | Laura Belsey       | námět: Peter Blauner a Warren Leight scénář: Peter Blauner                          | 5. února 2014      | 1. prosince 2015   |
| 334          | 15        | Comic Perversion   | Perverzní komika       | Alex Chapple       | námět: Brianna Yellen, Julie Martin a Warren Leight scénář: Brianna Yellen          | 26. února 2014     | 8. prosince 2015   |
| 335          | 16        | Gridiron Soldier   | Voják fotbalu          | Jean de Segonzac   | námět: John P. Roche a Julie Martin scénář: John P. Roche                           | 5. března 2014     | 15. prosince 2015  |
| 336          | 17        | Gambler's Fallacy  | Pokušení hazardu       | Alex Chapple       | námět: Kevin Fox scénář: Julie Martin a Warren Leight                               | 12. března 2014    | 4. ledna 2016      |
| 337          | 18        | Criminal Stories   | Kriminální historky    | Mariska Hargitay   | námět: Warren Leight a Julie Martin scénář: Peter Blauner                           | 19. března 2014    | 5. ledna 2016      |
| 338          | 19        | Downloaded Child   | Sdílené dítě           | Adam Bernstein     | námět: Julie Martin a Warren Leight scénář: Jill Abbinanti                          | 2. dubna 2014      | 11. ledna 2016     |
| 339          | 20        | Beast's Obsession  | Zrůdná posedlost       | Steve Shill        | Warren Leight a Julie Martin                                                        | 9. dubna 2014      | 12. ledna 2016     |
| 340          | 21        | Post-Mortem Blues  | Ozvěny smrti           | Michael Slovis     | Julie Martin a Warren Leight                                                        | 30. dubna 2014     | 25. ledna 2016     |
| 341          | 22        | Reasonable Doubt   | Odůvodněné pochybnosti | Alex Chapple       | Kevin Fox a Robert Brooks Cohen                                                     | 7. května 2014     | 26. ledna 2016     |
| 342          | 23        | Thought Criminal   | Zločinné myšlenky      | Adam Bernstein     | námět: Peter Blauner, Julie Martin a Warren Leight scénář: Peter Blauner            | 14. května 2014    | 1. února 2016      |
| 343          | 24        | Spring Awakening   | Jarní míza             | Norberto Barba     | námět: Warren Leight, Julie Martin a Kevin Fox scénář: Warren Leight a Julie Martin | 21. května 2014    | 2. února 2016      |

### Šestnáctá řada (2014–2015)
| Č. v seriálu | Č. v řadě | Původní název      | Český název            | Režie              | Scénář | Premiéra v USA     | Premiéra v ČR     |
| ------------ | --------- | ------------------ | ---------------------- | ------------------ | --- | ------------------ | ----------------- |
| 344          | 1         | Girls Disappeared  | Ukradené dívky         | Alex Chapple       | námět: Warren Leight a Julie Martin scénář: Robert Brooks Cohen a Kevin Fox                                    | 24. září 2014      | 19. prosince 2016 |
| 345          | 2         | American Disgrace  | Americká ostuda        | Arthur W. Forney   | Warren Leight a Julie Martin                                                                                   | 1. října 2014      | 2. ledna 2017     |
| 346          | 3         | Producer's Backend | Mladé hvězdičky        | Michael Pressman   | námět: Julie Martin a Warren Leight scénář: Jill Abbinanti a Brianna Yellen                                    | 8. října 2014      | 3. ledna 2017     |
| 347          | 4         | Holden's Manifesto | Neviditelný            | Jean de Segonzac   | námět: Kevin Fox scénář: Martin a Warren Leight                                                                | 15. října 2014     | 9. ledna 2017     |
| 348          | 5         | Pornstar's Requiem | Rekviem za pornohvězdu | Jennifer Getzinger | námět: Kevin Fox a Warren Leight scénář: Robert Brooks Cohen a Céline C. Robinson                              | 22. října 2014     | 10. ledna 2017    |
| 349          | 6         | Glasgowman's Wrath | Glasgowmanův hněv      | Jean de Segonzac   | námět: Julie Martin a Warren Leight scénář: Brianna Yellen a Jill Abbinanti                                    | 5. listopadu 2014  | 16. ledna 2017    |
| 350          | 7         | Chicago Crossover  | Zlo hledej v Chicagu   | Steve Shill        | námět: Dick Wolf a Warren Leight scénář: Ed Zuckerman                                                          | 12. listopadu 2014 | 17. ledna 2017    |
| 351          | 8         | Spousal Privilege  | Výsada manželů         | Sharat Raju        | námět: Warren Leight a Julie Martin scénář: Julie Martin a Samantha Corbin-Miller                              | 19. listopadu 2014 | 18. ledna 2017    |
| 352          | 9         | Pattern Seventeen  | Vzorec sedmnáct        | Martha Mitchell    | Kevin Fox | 10. prosince 2014  | 23. ledna 2017    |
| 353          | 10        | Forgiving Rollins  | Odpuštění              | Michael Slovis     | Julie Martin a Warren Leight                                                                                   | 7. ledna 2015      | 24. ledna 2017    |
| 354          | 11        | Agent Provocateur  | Pro slávu a pro peníze | Alex Chapple       | Samantha Corbin-Miller                                                                                         | 14. ledna 2015     | 25. ledna 2017    |
| 355          | 12        | Padre Sandunguero  | Otec má vždycky pravdu | Mariska Hargitay   | námět: Peter Blauner a Warren Leight scénář: Peter Blauner                                                     | 21. ledna 2015     | 30. ledna 2017    |
| 356          | 13        | Decaying Morality  | Prohnilá morálka       | Michael Pressman   | Kevin Fox a Brianna Yellen                                                                                     | 4. února 2015      | 31. ledna 2017    |
| 357          | 14        | Intimidation Game  | Zastrašovací hra       | Jean de Segonzac   | námět: Julie Martin, Céline C. Robinson a Robert Brooks Cohen scénář: Céline C. Robinson a Robert Brooks Cohen | 11. února 2015     | 1. února 2017     |
| 358          | 15        | Undercover Mother  | Matka v utajení        | Steve Shill        | Warren Leight a Julie Martin                                                                                   | 18. února 2015     | 6. února 2017     |
| 359          | 16        | December Solstice  | Prosincový slunovrat   | Sharat Raju        | Ed Zuckerman                                                                                                   | 25. února 2015     | 7. února 2017     |
| 360          | 17        | Parole Violations  | Porušení podmínky      | Jean de Segonzac   | Jill Abbinanti                                                                                                 | 25. března 2015    | 8. února 2017     |
| 361          | 18        | Devastating Story  | Zničující příběh       | Michael Slovis     | Samantha Corbin-Miller                                                                                         | 1. dubna 2015      | 13. února 2017    |
| 362          | 19        | Granting Immunity  | Zaručení imunity       | Holly Dale         | námět: Julie Martin a Warren Leight scénář: Brianna Yellen a A. Zell Williams                                  | 8. dubna 2015      | 14. února 2017    |
| 363          | 20        | Daydream Believer  | Bestie                 | Martha Mitchell    | námět: Warren Leight a Matt Olmstead scénář: Julie Martin a Ed Zuckerman                                       | 29. dubna 2015     | 15. února 2017    |
| 364          | 21        | Perverted Justice  | Zneužitá spravedlnost  | Alex Chapple       | námět: Warren Leight a Julie Martin scénář: Robert Brooks Cohen a Céline C. Robinson                           | 6. května 2015     | 20. února 2017    |
| 365          | 22        | Parents' Nightmare | Rodičovská noční můra  | Jean de Segonzac   | Kevin Fox a Brendan Feeney                                                                                     | 13. května 2015    | 21. února 2017    |
| 366          | 23        | Surrendering Noah  | Boj o Noaha            | Michael Slovis     | Julie Martin a Warren Leight                                                                                   | 20. května 2015    | 22. února 2017    |

### Sedmnáctá řada (2015–2016)
| Č. v seriálu | Č. v řadě | Původní název       | Český název               | Režie              | Scénář | Premiéra v USA     | Premiéra v ČR  |
| ------------ | --------- | ------------------- | ------------------------- | ------------------ | --- | ------------------ | -------------- |
| 367          | 1         | Devil's Dissections | Ďábelské čtvrcení         | Jean de Segonzac   | námět: Kevin Fox scénář: Warren Leight a Julie Martin                                                                 | 23. září 2015      | 29. srpna 2018 |
| 368          | 2         | Criminal Pathology  | Patologický patolog       | Alex Chapple       | námět: Kevin Fox scénář: Julie Martin a Warren Leight                                                                 | 23. září 2015      | 30. srpna 2018 |
| 369          | 3         | Transgender Bridge  | Transsexuál               | Arthur W. Forney   | námět: Julie Martin a Warren Leight scénář: Jill Abbinanti a Céline C. Robinson                                       | 30. září 2015      | 31. srpna 2018 |
| 370          | 4         | Institutional Fail  | Selhání instituce         | Martha Mitchell    | námět: Samantha Corbin-Miller scénář: Julie Martin a Brianna Yellen                                                   | 7. října 2015      | 1. září 2018   |
| 371          | 5         | Community Policing  | Odůvodněná střelba        | Jean de Segonzac   | námět: Kevin Fox scénář: Warren Leight a A. Zell Williams                                                             | 14. října 2015     | 2. září 2018   |
| 372          | 6         | Maternal Instincts  | Mateřské pudy             | Michael Pressman   | námět: Robert Brooks Cohen scénář: Warren Leight a Julie Martin                                                       | 21. října 2015     | 3. září 2018   |
| 373          | 7         | Patrimonial Burden  | Prokázané otcovství       | Martha Mitchell    | námět: Warren Leight a Julie Martin scénář: Jill Abbinanti a Céline C. Robinson                                       | 4. listopadu 2015  | 4. září 2018   |
| 374          | 8         | Melancholy Pursuit  | Smutné pátrání            | Michael Pressman   | námět: Brianna Yellen a Samantha Corbin-Miller scénář: Warren Leight a Julie Martin                                   | 11. listopadu 2015 | 5. září 2018   |
| 375          | 9         | Depravity Standard  | Podlost jako norma        | Martha Mitchell    | Ed Zuckerman | 18. listopadu 2015 | 6. září 2018   |
| 376          | 10        | Catfishing Teacher  | Učitel lovec              | Michael Slovis     | Kevin Fox | 6. ledna 2016      | 7. září 2018   |
| 377          | 11        | Townhouse Incident  | Případ v domě             | Nick Gomez         | Brianna Yellen | 13. ledna 2016     | 8. září 2018   |
| 378          | 12        | A Misunderstanding  | Nedorozumění              | Mariska Hargitay   | Céline C. Robinson | 20. ledna 2016     | 9. září 2018   |
| 379          | 13        | Forty-One Witnesses | 41 svědků                 | Michael Pressman   | Robert Brooks Cohen                                                                                                   | 3. února 2016      | 10. září 2018  |
| 380          | 14        | Nationwide Manhunt  | Celostátní pátrání        | Alex Chapple       | Warren Leight a Julie Martin                                                                                          | 10. února 2016     | 11. září 2018  |
| 381          | 15        | Collateral Damages  | Vedlejší ztráty           | Rosemary Rodriguez | Samantha Corbin-Miller                                                                                                | 17. února 2016     | 12. září 2018  |
| 382          | 16        | Star-Struck Victims | Oběť a celebrita          | Michael Pressman   | A. Zell Williams | 24. února 2016     | 13. září 2018  |
| 383          | 17        | Manhattan Transfer  | Do vlastních řad          | Alex Chapple       | námět: Julie Martin a Warren Leight scénář: Kevin Fox a Brendan Feeney                                                | 2. března 2016     | 14. září 2018  |
| 384          | 18        | Unholiest Alliance  | Ti nejméně svatí          | Jean de Segonzac   | námět: Kevin Fox a Brendan Feeney scénář: Warren Leight a Julie Martin                                                | 23. března 2016    | 16. září 2018  |
| 385          | 19        | Sheltered Outcasts  | Vyhnanci v azylu          | Mariska Hargitay   | Ed Zuckerman | 30. března 2016    | 17. září 2018  |
| 386          | 20        | Fashionable Crimes  | Módní zločiny             | Martha Mitchell    | Penelope Koechl a Jill Lorie Hurst                                                                                    | 4. května 2016     | 18. září 2018  |
| 387          | 21        | Assaulting Reality  | Znásilnění v reality show | Alex Chapple       | námět: Brianna Yellen a Robert Brooks Cohen scénář: Julie Martin, Warren Leight, Brianna Yellen a Robert Brooks Cohen | 11. května 2016    | 19. září 2018  |
| 388          | 22        | Intersecting Lives  | Křižovatka životů         | Jonathan Starch    | Julie Martin a Warren Leight                                                                                          | 18. května 2016    | 20. září 2018  |
| 389          | 23        | Heartfelt Passages  | Hrdinná                   | Alex Chapple       | Warren Leight a Julie Martin                                                                                          | 25. května 2016    | 21. září 2018  |

### Osmnáctá řada (2016–2017)
| Č. v seriálu | Č. v řadě | Původní název       | Český název           | Režie               | Scénář                                                                    | Premiéra v USA    | Premiéra v ČR  |
| ------------ | --------- | ------------------- | --------------------- | ------------------- | ------------------------------------------------------------------------- | ----------------- | -------------- |
| 390          | 1         | Terrorized          | Teroristé             | Alik Sakharov       | Rick Eid a Julie Martin                                                   | 21. září 2016     | 22. září 2018  |
| 391          | 2         | Making a Rapist     | Zrod násilníka        | Michael Pressman    | Kevin Fox                                                                 | 28. září 2016     | 23. září 2018  |
| 392          | 3         | Imposter            | Muž mnoha tváří       | Jean de Segonzac    | Rick Eid a Gavin Harris                                                   | 5. října 2016     | 24. září 2018  |
| 393          | 4         | Heightened Emotions | Vypjaté emoce         | Alex Chapple        | Julie Martin a Céline C. Robinson                                         | 12. října 2016    | 25. září 2018  |
| 394          | 5         | Rape Interrupted    | Neznásilněná          | Michael Pressman    | Julie Martin a Brianna Yellen                                             | 26. října 2016    | 26. září 2018  |
| 395          | 6         | Broken Rhymes       | Falešné verše         | Adam Bernstein      | Rick Eid a Jeffrey Baker                                                  | 9. listopadu 2016 | 27. září 2018  |
| 396          | 7         | Next Chapter        | Další kapitola        | Fred Berner         | Rick Eid a Gavin Harris                                                   | 4. ledna 2017     | 28. září 2018  |
| 397          | 8         | Chasing Theo        | Hledá se Theo         | Jean de Segonzac    | Julie Martin a Robert Brooks Cohen                                        | 11. ledna 2017    | 29. září 2018  |
| 398          | 9         | Decline and Fall    | Sestup a pád          | Jean de Segonzac    | Ed Zuckerman a Robert Brooks Cohen                                        | 18. ledna 2017    | 30. září 2018  |
| 399          | 10        | Motherly Love       | Mateřská láska        | Mariska Hargitay    | Rick Eid a Julie Martin                                                   | 8. února 2017     | 1. října 2018  |
| 400          | 11        | Great Expectations  | Velká očekávání       | Martha Mitchell     | Kevin Fox a Brendan Feeney                                                | 15. února 2017    | 2. října 2018  |
| 401          | 12        | No Surrender        | Já se nevzdám         | Stephanie Marquardt | Gavin Harris a Kinan Copen                                                | 22. února 2017    | 3. října 2018  |
| 402          | 13        | Genes               | Geny                  | Michael Pressman    | Rick Eid a Céline C. Robinson                                             | 22. března 2017   | 4. října 2018  |
| 403          | 14        | Net Worth           | Čisté jmění           | Alex Chapple        | Rick Eid a Jeffrey Baker                                                  | 29. března 2017   | 5. října 2018  |
| 404          | 15        | Know It All         | Pan Všeználek         | Jonathan Herron     | Ed Zuckerman a Kevin Fox                                                  | 5. dubna 2017     | 6. října 2018  |
| 405          | 16        | The Newsroom        | Zpravodajská redakce  | Jono Oliver         | námět: Warren Leight a Julie Martin scénář: Julie Martin a Brianna Yellen | 26. dubna 2017    | 7. října 2018  |
| 406          | 17        | Real Fake News      | Pravá falešná zpráva  | Martha Mitchell     | Ed Zuckerman                                                              | 3. května 2017    | 8. října 2018  |
| 407          | 18        | Spellbound          | Očarovaná             | Jean de Segonzac    | Gavin Harris a Kinan Copen                                                | 10. května 2017   | 9. října 2018  |
| 408          | 19        | Conversion          | Konverze              | Alex Chapple        | Kevin Fox a Brendan Feeney                                                | 17. května 2017   | 10. října 2018 |
| 409          | 20        | American Dream      | Americký sen, 1. část | Jean de Segonzac    | Rick Eid a Julie Martin                                                   | 24. května 2017   | 11. října 2018 |
| 410          | 21        | Sanctuary           | Americký sen, 2. část | Michael Pressman    | Rick Eid a Julie Martin                                                   | 24. května 2017   | 12. října 2018 |

### Devatenáctá řada (2017–2018)
| Č. v seriálu | Č. v řadě | Původní název            | Český název                  | Režie               | Scénář                                | Premiéra v USA     | Premiéra v ČR    |
| ------------ | --------- | ------------------------ | ---------------------------- | ------------------- | ------------------------------------- | ------------------ | ---------------- |
| 411          | 1         | Gone Fishin'             | Na rybách                    | Alex Chapple        | Michael Chernuchin                    | 27. září 2017      | 21. června 2019  |
| 412          | 2         | Mood                     | Princ z pohádky              | Michael Pressman    | Allison Intrieri                      | 4. října 2017      | 21. června 2019  |
| 413          | 3         | Contrapasso              | Contrapasso                  | Jean de Segonzac    | Richard Sweren                        | 11. října 2017     | 22. června 2019  |
| 414          | 4         | No Good Reason           | Bez příčiny                  | Martha Mitchell     | Julie Martin a Brianna Yellen         | 18. října 2017     | 22. června 2019  |
| 415          | 5         | Complicated              | Komplikace                   | Tricia Brock        | Céline C. Robinson                    | 25. října 2017     | 23. června 2019  |
| 416          | 6         | Unintended Consequences  | Nečekané následky            | Jonathan Herron     | Elizabeth Rinehart                    | 8. listopadu 2017  | 23. června 2019  |
| 417          | 7         | Something Happened       | Něco se stalo                | Alex Chapple        | Michael Chernuchin                    | 29. listopadu 2017 | 24. června 2019  |
| 418          | 8         | Intent                   | Úmysl                        | Adam Bernstein      | Robert Brooks Cohen a Lawrence Kaplow | 6. prosince 2017   | 24. června 2019  |
| 419          | 9         | Gone Baby Gone           | Ukradené dítě                | Jean de Segonzac    | Lawrence Kaplow a Elizabeth Rinehart  | 3. ledna 2018      | 25. června 2019  |
| 420          | 10        | Pathological             | Chorobná                     | Jono Oliver         | Brianna Yellen                        | 10. ledna 2018     | 25. června 2019  |
| 421          | 11        | Flight Risk              | Letová rizika                | Michael Pressman    | Julie Martin a Allison Intrieri       | 17. ledna 2018     | 26. června 2019  |
| 422          | 12        | Info Wars                | Informační války             | Michael Pressman    | Richard Sweren a Robert Brooks Cohen  | 31. ledna 2018     | 26. června 2019  |
| 423          | 13        | The Undiscovered Country | Musím jít dál                | Alex Chapple        | Michael Chernuchin                    | 7. února 2018      | 27. června 2019  |
| 424          | 14        | Chasing Demons           | Vlastní démoni               | Fred Berner         | Richard Sweren a Allison Intrieri     | 28. února 2018     | 27. června 2019  |
| 425          | 15        | In Loco Parentis         | In Loco Parentis             | Norberto Barba      | Michael Chernuchin a Julie Martin     | 7. března 2018     | 28. června 2019  |
| 426          | 16        | Dare                     | Výzva                        | Christopher Misiano | Richard Sweren a Céline C. Robinson   | 14. března 2018    | 28. června 2019  |
| 427          | 17        | Send in the Clowns       | Vypusťte klauny              | Alex Chapple        | Julie Martin a Brianna Yellen         | 21. března 2018    | 29. června 2019  |
| 428          | 18        | Service                  | Služba                       | Fred Berner         | Lawrence Kaplow a Céline C. Robinson  | 11. dubna 2018     | 29. června 2019  |
| 429          | 19        | Sunk Cost Fallacy        | Blud utopených nákladů       | Michael Pressman    | Michael Chernuchin a Allison Intrieri | 18. dubna 2018     | 30. června 2019  |
| 430          | 20        | The Book of Esther       | Kniha Esther                 | Jean de Segonzac    | Richard Sweren a Ryan Causey          | 2. května 2018     | 30. června 2019  |
| 431          | 21        | Guardian                 | Poručník                     | Stephanie Marquardt | Julie Martin a Matt Klypka            | 9. května 2018     | 1. července 2019 |
| 432          | 22        | Mama                     | Máma                         | Jean de Segonzac    | Lawrence Kaplow a Elizabeth Rinehart  | 16. května 2018    | 1. července 2019 |
| 433          | 23        | Remember Me              | Vzpomínáš si na mě?          | Alex Chapple        | Michael Chernuchin a Julie Martin     | 23. května 2018    | 2. července 2019 |
| 434          | 24        | Remember Me Too          | Vzpomínáš si na mě? - 2.část | Alex Chapple        | Michael Chernuchin a Julie Martin     | 23. května 2018    | 2. července 2019 |

### Dvacátá řada (2018–2019)
| Č. v seriálu | Č. v řadě | Původní název       | Český název                  | Režie               | Scénář                                                          | Premiéra v USA     | Premiéra v ČR   |
| ------------ | --------- | ------------------- | ---------------------------- | ------------------- | --------------------------------------------------------------- | ------------------ | --------------- |
| 435          | 1         | Man Up              | Buď chlap, 1. část           | Alex Chapple        | Michael Chernuchin a Julie Martin                               | 27. září 2018      | 14. června 2020 |
| 436          | 2         | Man Down            | Buď chlap, 2. část           | Alex Chapple        | Michael Chernuchin a Julie Martin                               | 27. září 2018      | 15. června 2020 |
| 437          | 3         | Zero Tolerance      | Nulová tolerance             | Michael Pressman    | Richard Sweren a Céline C. Robinson                             | 4. října 2018      | 15. června 2020 |
| 438          | 4         | Revenge             | Odplata                      | Martha Mitchell     | Michael Chernuchin a Lawrence Kaplow                            | 11. října 2018     | 16. června 2020 |
| 439          | 5         | Accredo             | Co tě nezabije, to tě posílí | Jean de Segonzac    | Julie Martin a Brianna Yellen                                   | 18. října 2018     | 16. června 2020 |
| 440          | 6         | Exile               | Exil                         | Stephanie Marquardt | Michael Chernuchin a Allison Intrieri                           | 25. října 2018     | 17. června 2020 |
| 441          | 7         | Caretaker           | Ochránkyně                   | Jono Oliver         | Jordan Barsky                                                   | 1. listopadu 2018  | 17. června 2020 |
| 442          | 8         | Hell's Kitchen      | Pekelná kuchyně              | Monica Raymund      | Richard Sweren a Ryan Causey                                    | 8. listopadu 2018  | 18. června 2020 |
| 443          | 9         | Mea Culpa           | Jsem vinen                   | Mariska Hargitay    | Michael Chernuchin a Julie Martin                               | 15. listopadu 2018 | 18. června 2020 |
| 444          | 10        | Alta Kockers        | Utajený autor                | Alex Chapple        | Michael Chernuchin                                              | 29. listopadu 2018 | 19. června 2020 |
| 445          | 11        | Plastic             | Trojka                       | Fred Berner         | Lawrence Kaplow a Brianna Yellen                                | 10. ledna 2019     | 19. června 2020 |
| 446          | 12        | Dear Ben            | Drahý Bene                   | Jean de Segonzac    | Julie Martin a Matt Klypka                                      | 17. ledna 2019     | 20. června 2020 |
| 447          | 13        | A Story of More Woe | Příběh o hoři Moreově        | Ray McKinnon        | Julie Martin a Céline C. Robinson                               | 31. ledna 2019     | 20. června 2020 |
| 448          | 14        | Part 33             | Síň 33                       | Alex Chapple        | Michael Chernuchin                                              | 7. února 2019      | 21. června 2020 |
| 449          | 15        | Brothel             | Bordel                       | Michael Pressman    | Julie Martin a Ryan Causey                                      | 14. února 2019     | 21. června 2020 |
| 450          | 16        | Facing Demons       | Postav se svým démonům       | Timothy Busfield    | Richard Sweren a Allison Intrieri                               | 21. února 2019     | 22. června 2020 |
| 451          | 17        | Missing             | Ztracený                     | Constantine Makris  | Michael Chernuchin a Matt Klypka                                | 14. března 2019    | 22. června 2020 |
| 452          | 18        | Blackout            | Výpadek paměti               | Chris Misiano       | Peter Blauner                                                   | 21. března 2019    | 23. června 2020 |
| 453          | 19        | Dearly Beloved      | Draze milovaný               | Lucy Liu            | Richard Sweren a Allison Intrieri                               | 4. dubna 2019      | 23. června 2020 |
| 454          | 20        | The Good Girl       | Hodná holka                  | Jean de Segonzac    | Lawrence Kaplow a Brianna Yellen                                | 11. dubna 2019     | 24. června 2020 |
| 455          | 21        | Exchange            | Výměnný pobyt                | Michael Pressman    | Michael Chernuchin a Jordan Barsky                              | 25. dubna 2019     | 24. června 2020 |
| 456          | 22        | Diss                | Zášť                         | Alex Chapple        | Michael Chernuchin a Allison Intrieri                           | 2. května 2019     | 25. června 2020 |
| 457          | 23        | Assumptions         | Domněnky                     | Fred Berner         | námět: Michael Chernuchin scénář: Julie Martin a Richard Sweren | 9. května 2019     | 25. června 2020 |
| 458          | 24        | End Game            | Konec hry                    | Alex Chapple        | Michael Chernuchin a Julie Martin                               | 16. května 2019    | 26. června 2020 |

### Dvacátá první řada (2019–2020)
| Č. v seriálu | Č. v řadě | Původní název                | Český název                   | Režie               | Scénář                                                                                                 | Premiéra v USA     | Premiéra v ČR  |
| ------------ | --------- | ---------------------------- | ----------------------------- | ------------------- | --- | ------------------ | -------------- |
| 459          | 1         | I'm Going to Make You a Star | Udělám z tebe hvězdu          | Norberto Barba      | Warren Leight a Peter Blauner                                                                          | 26. září 2019      | 17. února 2021 |
| 460          | 2         | The Darkest Journey Home     | Temná cesta domů              | Jean de Segonzac    | Julie Martin a Warren Leight                                                                           | 3. října 2019      | 18. února 2021 |
| 461          | 3         | Down Low in Hell's Kitchen   | Pekelná kuchyně               | Timothy Busfield    | námět: Lisa Takeuchi Cullen, Julie Martin a Warren Leight scénář: Monet Hurst-Mendoza a Brendan Feeney | 10. října 2019     | 18. února 2021 |
| 462          | 4         | The Burden of Our Choices    | Tíha našich rozhodnutí        | Martha Mitchell     | námět: Warren Leight a Julie Martin scénář: Julie Martin a Micharne Cloughley                          | 17. října 2019     | 19. února 2021 |
| 463          | 5         | At Midnight in Manhattan     | O půlnoci na Manhattanu       | Peter Werner        | námět: Brianna Yellen scénář: Kathy Dobie a Micharne Cloughley                                         | 24. října 2019     | 19. února 2021 |
| 464          | 6         | Murdered at a Bad Address    | Vraždy na špatné adrese       | Michael Smith       | námět: Denis Hamill, Julie Martin a Warren Leight scénář: Denis Hamill                                 | 31. října 2019     | 20. února 2021 |
| 465          | 7         | Counselor, It's Chinatown    | Tak to v Chinatownu chodí     | Leslie Hope         | námět: Julie Martin a Warren Leight scénář: Kathy Dobie a Lisa Takeuchi Cullen                         | 7. listopadu 2019  | 20. února 2021 |
| 466          | 8         | We Dream of Machine Elves    | Sny o strojových elfech       | Jonathan Herron     | námět: Julie Martin a Warren Leight scénář: Brendan Feeney a Monet Hurst-Mendoza                       | 14. listopadu 2019 | 21. února 2021 |
| 467          | 9         | Can't Be Held Accountable    | Nelze ho hnát k zodpovědnosti | Norberto Barba      | námět: Julie Martin a Warren Leight scénář: Brianna Yellen                                             | 21. listopadu 2019 | 21. února 2021 |
| 468          | 10        | Must Be Held Accountable     | Musí být hnán k zodpovědnosti | Laurie Collyer      | námět: Warren Leight a Julie Martin scénář: Brianna Yellen a Denis Hamill                              | 9. ledna 2020      | 22. února 2021 |
| 469          | 11        | She Paints for Vengeance     | Malovaná pomsta               | Mariska Hargitay    | námět: Kathy Dobie a Julie Martin scénář: Kathy Dobie                                                  | 16. ledna 2020     | 22. února 2021 |
| 470          | 12        | The Longest Night of Rain    | Dlouhá temná noc              | Michael Smith       | námět: Peter Blauner a Warren Leight scénář: Peter Blauner                                             | 30. ledna 2020     | 23. února 2021 |
| 471          | 13        | Redemption in Her Corner     | V pravém rohu ringu pokání    | Batán Silva         | námět: Julie Martin a Warren Leight scénář: Monet Hurst-Mendoza a Brianna Yellen                       | 6. února 2020      | 23. února 2021 |
| 472          | 14        | I Deserve Some Loving Too    | I já zasloužím trochu lásky   | Jean de Segonzac    | námět: Denis Hamill, Julie Martin a Warren Leight scénář: Denis Hamill                                 | 13. února 2020     | 24. února 2021 |
| 473          | 15        | Swimming with the Sharks     | Se žraloky                    | Martha Mitchell     | námět: Lisa Takeuchi Cullen, Warren Leight a Julie Martin scénář: Lisa Takeuchi Cullen                 | 20. února 2020     | 24. února 2021 |
| 474          | 16        | Eternal Relief from Pain     | Věčná úleva od bolesti        | Jean de Segonzac    | Peter Blauner                                                                                          | 27. února 2020     | 25. února 2021 |
| 475          | 17        | Dance, Lies and Video Tape   | Tanec, lži a nahrávky         | Leslie Hope         | námět: Brendan Feeney, Julie Martin a Warren Leight scénář: Micharne Cloughley a Brendan Feeney        | 26. března 2020    | 25. února 2021 |
| 476          | 18        | Garland's Baptism by Fire    | Garlandův křest ohněm         | Norberto Barba      | Cheryl L. Davis a Micharne Cloughley                                                                   | 2. dubna 2020      | 26. února 2021 |
| 477          | 19        | Solving For The Unknowns     | Boj za neznámé                | Christopher Misiano | Brianna Yellen a Kathy Dobie                                                                           | 16. dubna 2020     | 26. února 2021 |
| 478          | 20        | The Things We Have To Lose   | Každý něco ztratíme           | Juan Campanella     | Warren Leight a Julie Martin                                                                           | 23. dubna 2020     | 27. února 2021 |

### Dvacátá druhá řada (2020–2021)
| Č. v seriálu | Č. v řadě | Původní název                | Český název                      | Režie              | Scénář | Premiéra v USA     | Premiéra v ČR |
| ------------ | --------- | ---------------------------- | -------------------------------- | ------------------ | --- | ------------------ | ------------- |
| 479          | 1         | Guardians and Gladiators     | Obránci a gladiátoři             | Norberto Barba     | námět: Warren Leight a Julie Martin scénář: Brendan Feeney, Denis Hamill a Monet Hurst-Mendoza                            | 12. listopadu 2020 | 6. září 2021  |
| 480          | 2         | Ballad of Dwight and Irena   | Balada o Dwightovi a Ireně       | Martha Mitchell    | námět: Brendan Feeney a Monet Hurst-Mendoza scénář: Brendan Feeney a Julie Martin                                         | 19. listopadu 2020 | 7. září 2021  |
| 481          | 3         | Remember Me in Quarantine    | Mysli na mě v karanténě          | Juan Campanella    | Julie Martin a Warren Leight                                                                                              | 3. prosince 2020   | 7. září 2021  |
| 482          | 4         | Sightless in a Savage Land   | Slepý v zemi bez soucitu         | Norberto Barba     | Matt Klypka, Denis Hamill, Julie Martin a Warren Leight                                                                   | 7. ledna 2021      | 8. září 2021  |
| 483          | 5         | Turn Me on Take Me Private   | Vzrušení přes kameru             | Juan Campanella    | námět: Victoria Pollack a Monet Hurst-Mendoza scénář: Monet Hurst-Mendoza, Victoria Pollack, Julie Martin a Warren Leight | 14. ledna 2021     | 8. září 2021  |
| 484          | 6         | The Long Arm of the Witness  | I svědci mají dlouhé ruce        | Martha Mitchell    | námět: Denis Hamill a Micharne Cloughley scénář: Denis Hamill a Warren Leight                                             | 21. ledna 2021     | 9. září 2021  |
| 485          | 7         | Hunt, Trap, Rape and Release | Hodná holka                      | Batán Silva        | námět: Kathy Dobie a Julie Martin scénář: Kathy Dobie a Monet Hurst-Mendoza                                               | 18. února 2021     | 9. září 2021  |
| 486          | 8         | The Only Way Out Is Through  | Cesta ven vede středem           | Martha Mitchell    | námět: Brianna Yellen scénář: Micharne Cloughley a Kathy Dobie                                                            | 25. února 2021     | 10. září 2021 |
| 487          | 9         | Return of the Prodigal Son   | Návrat marnotratného syna        | Juan J. Campanella | Warren Leight a Julie Martin                                                                                              | 1. dubna 2021      | 10. září 2021 |
| 488          | 10        | Welcome to the Pedo Motel    | Vítejte mezi pedofily            | Jean de Segonzac   | námět: Denis Hamil, Julie Martin a Warren Leight scénář: Denis Hamill                                                     | 8. dubna 2021      | 11. září 2021 |
| 489          | 11        | Our Words Will Not Be Heard  | Nikdo nás neslyší                | Batán Silva        | Melody Cooper | 15. dubna 2021     | 11. září 2021 |
| 490          | 12        | In the Year We All Fell Down | Toho roku, co šlo všechno ke dnu | Jean de Segonzac   | námět: Julie Martin, Warren Leight a Kathy Dobie scénář: Julie Martin a Warren Leight                                     | 22. dubna 2021     | 12. září 2021 |
| 491          | 13        | Trick-Rolled at the Moulin   | Okradeni v hotelu Moulin         | Batán Silva        | námět: Warren Leight a Julie Martin scénář: Brendan Feeney a Brianna Yellen                                               | 13. května 2021    | 12. září 2021 |
| 492          | 14        | Post-Graduate Psychopath     | Psychopat                        | Norberto Barba     | námět: Brianna Yellen a Warren Leight scénář: Brianna Yellen a Micharne Cloughley                                         | 20. května 2021    | 13. září 2021 |
| 493          | 15        | What Can Happen In the Dark  | Co se může stát ve tmě           | Jean de Segonzac   | Micharne Cloughley | 27. května 2021    | 13. září 2021 |
| 494          | 16        | Wolves in Sheep's Clothing   | Vlci v převleku beránka          | Norberto Barba     | námět: Denis Hamill, Julie Martin a Warren Leight scénář: Kathy Dobie a Christian Tyler                                   | 3. června 2021     | 14. září 2021 |

### Dvacátá třetí řada (2021–2022)
| Č. v seriálu | Č. v řadě | Původní název                  | Český název                                   | Režie                | Scénář | Premiéra v USA     | Premiéra v ČR |
| ------------ | --------- | ------------------------------ | --------------------------------------------- | -------------------- | ------ | ------------------ | ------------- |
| 495          | 1         | And the Empire Strikes Back    | A impérium vrací úder                         | Norberto Barba       |        | 23. září 2021      |               |
| 496          | 2         | Never Turn Your Back on Them   | Nikdy se k nim neotočit zády                  | Norberto Barba       |        | 23. září 2021      |               |
| 497          | 3         | I Thought You Were on My Side  | Myslela jsem, že jste na mé straně            | John Behring         |        | 30. září 2021      |               |
| 498          | 4         | One More Tale of Two Victims   | Ještě jeden příběh o dvou obětech             | Michael Pressman     |        | 7. října 2021      |               |
| 499          | 5         | Fast Times @DIGGYSPENTHOUSE    | Rychlé časy v Diggys Penthouse                | Martha Mitchell      |        | 14. října 2021     |               |
| 500          | 6         | The Five Hundredth Episode     | Pětistá epizoda                               | Juan J. Campanella   |        | 21. října 2021     |               |
| 501          | 7         | They'd Already Disappeared     | Ony už dávno zmizely                          | Bethany Rooney       |        | 4. listopadu 2021  |               |
| 502          | 8         | Nightmares in Drill City       | Noční můry v Drill City                       | Norberto Barba       |        | 11. listopadu 2021 |               |
| 503          | 9         | People vs. Richard Wheatley    | Lid versus Richard Wheatley                   | Michael Smith        |        | 9. prosince 2021   |               |
| 504          | 10        | Silent Night, Hateful Night    | Tichá noc, krutá noc                          | Norberto Barba       |        | 6. ledna 2022      |               |
| 505          | 11        | Burning with Rage Forever      | Navždy nás bude sžírat vztek                  | Mary Lambert         |        | 13. ledna 2022     |               |
| 506          | 12        | Tommy Baker's Hardest Fight    | Největší bitva Tommyho Bakera                 | Ed Bianchi           |        | 20. ledna 2022     |               |
| 507          | 13        | If I Knew Then What I Know Now | Kdybych tenkrát věděla, co vím teď            | Juan J. Campanella   |        | 24. února 2022     |               |
| 508          | 14        | Video Killed the Radio Star    | Video, které zabilo hvězdu rádií              | Alex Zakrzewski      |        | 3. března 2022     |               |
| 509          | 15        | Promising Young Gentlemen      | Nadějní mladí muži                            | David Grossman       |        | 10. března 2022    |               |
| 510          | 16        | Sorry If It Got Weird for You  | Sorry, jestli ti to přišlo divný              | Leslie Hope          |        | 17. března 2022    |               |
| 511          | 17        | Once Upon a Time in El Barrio  | Před dávnými časy v El Barrio                 | Oscar René Lozoya II |        | 7. dubna 2022      |               |
| 512          | 18        | Eighteen Wheels a Predator     | Predátor na osmnácti kolech                   | Martha Mitchell      |        | 14. dubna 2022     |               |
| 513          | 19        | Tangled Strands of Justice     | Spletité uličky spravedlnosti                 | Jean de Segonzac     |        | 28. dubna 2022     |               |
| 514          | 20        | Did You Believe in Miracles?   | Věřila jsi v zázraky?                         | Pratibha Parmar      |        | 5. května 2022     |               |
| 515          | 21        | Confess Your Sins to Be Free   | Vyzpovídej se ze svých hříchů, ať se vykoupíš | Norberto Barba       |        | 12. května 2022    |               |
| 516          | 22        | A Final Call at Forlini's Bar  | Poslední sklenička v baru Forlini’s           | Juan J. Campanella   |        | 19. května 2022    |               |

### Dvacátá čtvrtá řada (2022–2023)
| Č. v seriálu | Č. v řadě | Původní název               | Český název                 | Režie                               | Scénář                                                             | Premiéra v USA     | Premiéra v ČR |
| ------------ | --------- | --------------------------- | --------------------------- | ----------------------------------- | ------------------------------------------------------------------ | ------------------ | ------------- |
| 517          | 1         | Gimme Shelter – Part Two    | Dej mi domov                | Jean de Segonzac                    | Rick Eid & Gwen Sigan                                              | 22. září 2022      |               |
| 518          | 2         | The One You Feed            | Ten, kterého krmíte         | Norberto Barba                      | David Graziano & Julie Martin                                      | 29. září 2022      |               |
| 519          | 3         | Mirror Effect               | Hvězda před soudem          | Michael Smith                       | David Graziano & Julie Martin                                      | 6. října 2022      |               |
| 520          | 4         | The Steps We Cannot Take    | Hodné holky zaslouží odměnu | Juan J. Campanella                  | Brianna Yellen & Kathy Dobie                                       | 13. října 2022     |               |
| 521          | 5         | Breakwater                  | Vlnobití                    | Jean de Segonzac                    | Denis Hamill & Monet Hurst-Mendoza                                 | 27. října 2022     |               |
| 522          | 6         | Controlled Burn             | Kontrolované požáry         | Oscar René Lozoya II                | David Graziano & Nolan Dunbar & Julie Martin                       | 3. listopadu 2022  |               |
| 523          | 7         | Dead Ball                   | Kop do autu                 | Michael Smith                       | Brendan Feeney & Kathy Dobie & Gabriel Vallejo                     | 10. listopadu 2022 |               |
| 524          | 8         | A Better Person             | Lepší člověk                | Michael Pressman                    | Brianna Yellen & Margaret Rose Lester & David Graziano             | 17. listopadu 2022 |               |
| 525          | 9         | And a Trauma in a Pear Tree | Trauma z odloučení          | Norberto Barba                      | David Graziano & Julie Martin                                      | 8. prosince 2022   |               |
| 526          | 10        | Jumped In                   | Bronx                       | Martha Mitchell                     | Brendan Feeney & Monet Hurst-Mendoza & Kadia Saraf & Terry Serpico | 5. ledna 2023      |               |
| 527          | 11        | Soldier Up                  | Staň se vojákem             | Jonathan Herron                     | David Graziano & Julie Martin                                      | 12. ledna 2023     |               |
| 528          | 12        | Blood Out                   | Krev za krev                | Patricia Riggen                     | David Graziano & Julie Martin                                      | 26. ledna 2023     |               |
| 529          | 13        | Intersection                | Křižovatka                  | Norberto Barba & Juan J. Campanella | David Graziano & Julie Martin                                      | 2. února 2023      |               |
| 530          | 14        | Dutch Tears                 | Dutchovy slzy               | Bethany Rooney                      | Monet Hurst-Mendoza & Kathy Dobie & Gabriel Vallejo                | 16. února 2023     |               |
| 531          | 15        | King of the Moon            | Králem měsíce               | Mariska Hargitay                    | David Graziano & Julie Martin                                      | 23. února 2023     |               |
| 532          | 16        | The Presence of Absence     | Fantazie a hry              | Norberto Barba                      | Brianna Yellen & Brendan Feeney                                    | 23. března 2023    |               |
| 533          | 17        | Lime Chaser                 | Voda s limetkou             | Juan J. Campanella                  | David Graziano & Julie Martin                                      | 30. března 2023    |               |
| 534          | 18        | Bubble Wrap                 | Mateřská láska              | Batán Silva                         | Margaret Rose Lester & Nolan Dunbar & Denis Hamill                 | 6. dubna 2023      |               |
| 535          | 19        | Bend the Law                | Jak ohnout zákon            | Martha Mitchell                     | Brendan Feeney & Gabriel Vallejo & David Graziano & Julie Martin   | 27. dubna 2023     |               |
| 536          | 20        | Debatable                   | Diskutabilní                | Jean de Segonzac                    | Brianna Yellen & Kelly Minster & Julie Martin & Kathy Dobie        | 4. května 2023     |               |
| 537          | 21        | Bad Things                  | Zlé věci                    | Juan J. Campanella                  | Julie Martin & Nicholas Evangelista & David Graziano               | 11. května 2023    |               |
| 538          | 22        | All Pain Is One Malady      | Nemoc světa                 | Norberto Barba                      | David Graziano & Julie Martin                                      | 18. května 2023    |               |

### Dvacátá pátá řada (2024)
| Č. v seriálu | Č. v řadě | Původní název       | Český název | Režie              | Scénář                                           | Premiéra v USA  | Premiéra v ČR |
| ------------ | --------- | ------------------- | ----------- | ------------------ | ------------------------------------------------ | --------------- | ------------- |
| 539          | 1         | Tunnel Blind        |             | Norberto Barba     | David Graziano & Julie Martin                    | 18. ledna 2024  |               |
| 540          | 2         | Truth Embargo       |             | Jean de Segonzac   | Brendan Feeney & Nicholas Evangelista            | 25. ledna 2024  |               |
| 541          | 3         | The Punch List      |             | Norberto Barba     | David Graziano & Gabriel Vallejo                 | 1. února 2024   |               |
| 542          | 4         | Duty to Report      |             | Juan J. Campanella | Kathy Dobie & Candice Sanchez McFarlane          | 8. února 2024   |               |
| 543          | 5         | Zone Rouge          |             | Bethany Rooney     | David Graziano & Julie Martin                    | 22. února 2024  |               |
| 544          | 6         | Carousel            |             | Michael Smith      | Brendan Feeney & Michael Carnes                  | 29. února 2024  |               |
| 545          | 7         | Probability of Doom |             | Martha Mitchell    | David Graziano & Nicholas Evangelista            | 14. března 2024 |               |
| 546          | 8         | Third Man Syndrome  |             | Norberto Barba     | Kathy Dobie & Candice Sanchez McFarlane          | 21. března 2024 |               |
| 547          | 9         | Children of Wolves  |             | Mariska Hargitay   | David Graziano & Julie Martin                    | 11. dubna 2024  |               |
| 548          | 10        | Combat Fatigue      |             | Michael Smith      | David Graziano & Julie Martin                    | 18. dubna 2024  |               |
| 549          | 11        | Prima Nocta         |             | Jean de Segonzac   | David Graziano & Julie Martin                    | 2. května 2024  |               |
| 550          | 12        | Marauder            |             | Juan J. Campanella | Gabriel Vallejo & Greg Contaldi & Brendan Feeney | 9. května 2024  |               |
| 551          | 13        | Duty to Hope        |             | Norberto Barba     | David Graziano & Julie Martin                    | 16. května 2024 |               |

V únoru 2020 bylo oznámeno, že seriál získá další tři řady, a to 22., 23. a 24.
V dubnu 2023 si NBC objednala 25. řadu. Premiéra byla původně plánována na září 2023, ale kvůli stávce ve filmovém průmyslu se série zkrátila na 13 epizod odvysílaných v roce 2024. 